# Somme (département)
Pour les articles homonymes, voir Somme.
La Somme (/sɔm/) est un département français situé dans la région Hauts-de-France. Son nom provient de la Somme, le fleuve traversant son territoire. Formant auparavant, avec l'Aisne et l'Oise, l'ancienne région Picardie, il constitue donc depuis 2016, avec les deux départements du Nord-Pas-de-Calais,  la région Hauts-de-France.
L'Insee et La Poste lui attribuent le code 80. La préfecture et plus grande ville de ce département est Amiens. Les autres villes principales sont Abbeville, Albert et Péronne. Avec ses 565 540 habitants en 2022, il est le 44e département le plus peuplé du pays.

## Gentilé
Depuis le 2 janvier 2012, les habitants de la Somme s'appellent les Samariens, en référence au fleuve qui donna son nom au département, la Somme, dont le nom gaulois était Samara.
Ce gentilé était auparavant largement utilisé mais n'est devenu officiel qu'après un sondage réalisé par le conseil départemental de la Somme sur le site Internet « donnonsnousunnom.fr », à l'issue duquel il a obtenu la majorité et a été adopté.
Avant cette opération, les habitants de la Somme n'avaient tout simplement pas de gentilé reconnu.
| Blason | Blasonnement : « Écartelé : au premier et au quatrième d'azur aux trois fleurs de lys d'or, au deuxième et au troisième de gueules aux trois lionceaux d'or ; à la burelle d'argent brochant sur la partition. » |

## Géographie

Arrondissements et cantons.

Le département de la Somme appartient à la région Hauts-de-France. Avant 2016, il faisait partie de la région Picardie. La Somme est limitrophe des départements du Pas-de-Calais, du Nord, de l'Aisne, de l'Oise et de la Seine-Maritime. Le territoire de la Somme est constitué par un plateau crayeux couvert de limon parcouru d’est en ouest par le fleuve qui lui a donné son nom et dont l’estuaire (baie de Somme) s'ouvre sur la Manche. Le fleuve côtier est le plus long du Nord de la France et compte 192 kilomètres pour un bassin versant de 5 842 km2 et un débit de l'ordre de 32 m3/s. Son cours terminal est canalisé entre Abbeville et Saint-Valery-sur-Somme.
Les extrêmes du département :
- Rollot au sud
- Quend au nord
- Mers-les-Bains à l'ouest
- Ronssoy à l'est

Paysages de la Somme :
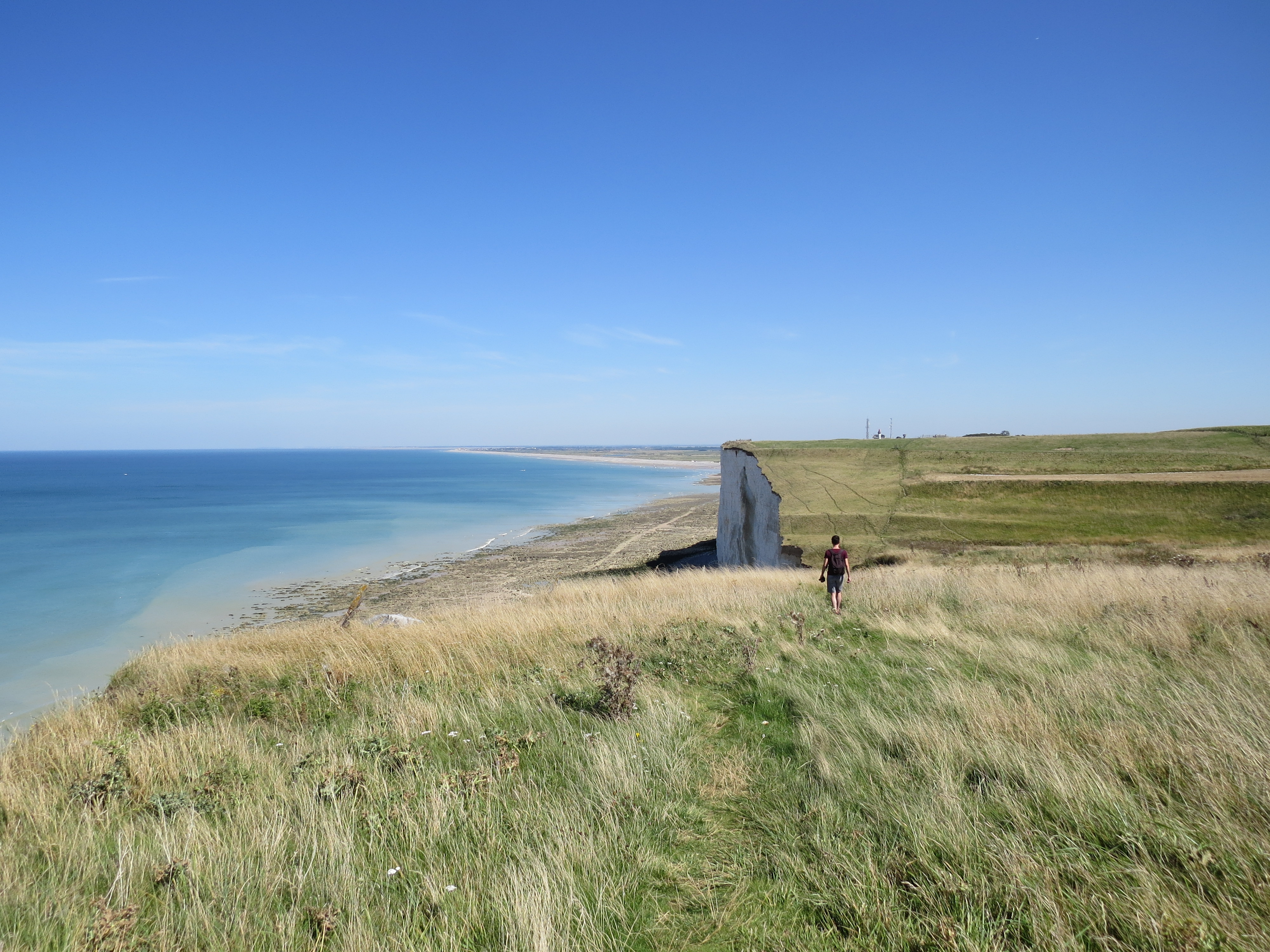
Falaises en baie de Somme, à l'ouest.
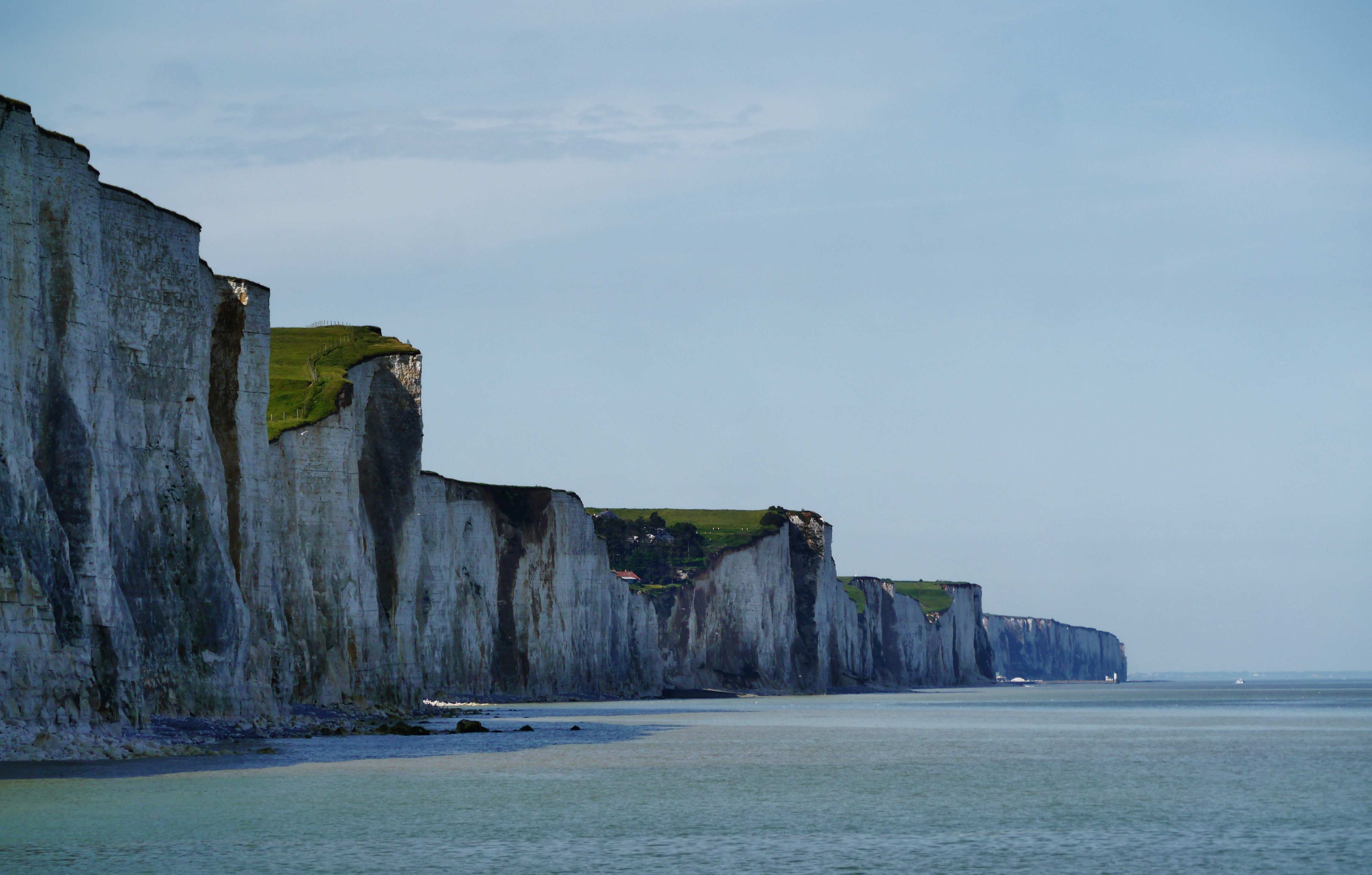
Ault (Somme), à l'ouest.
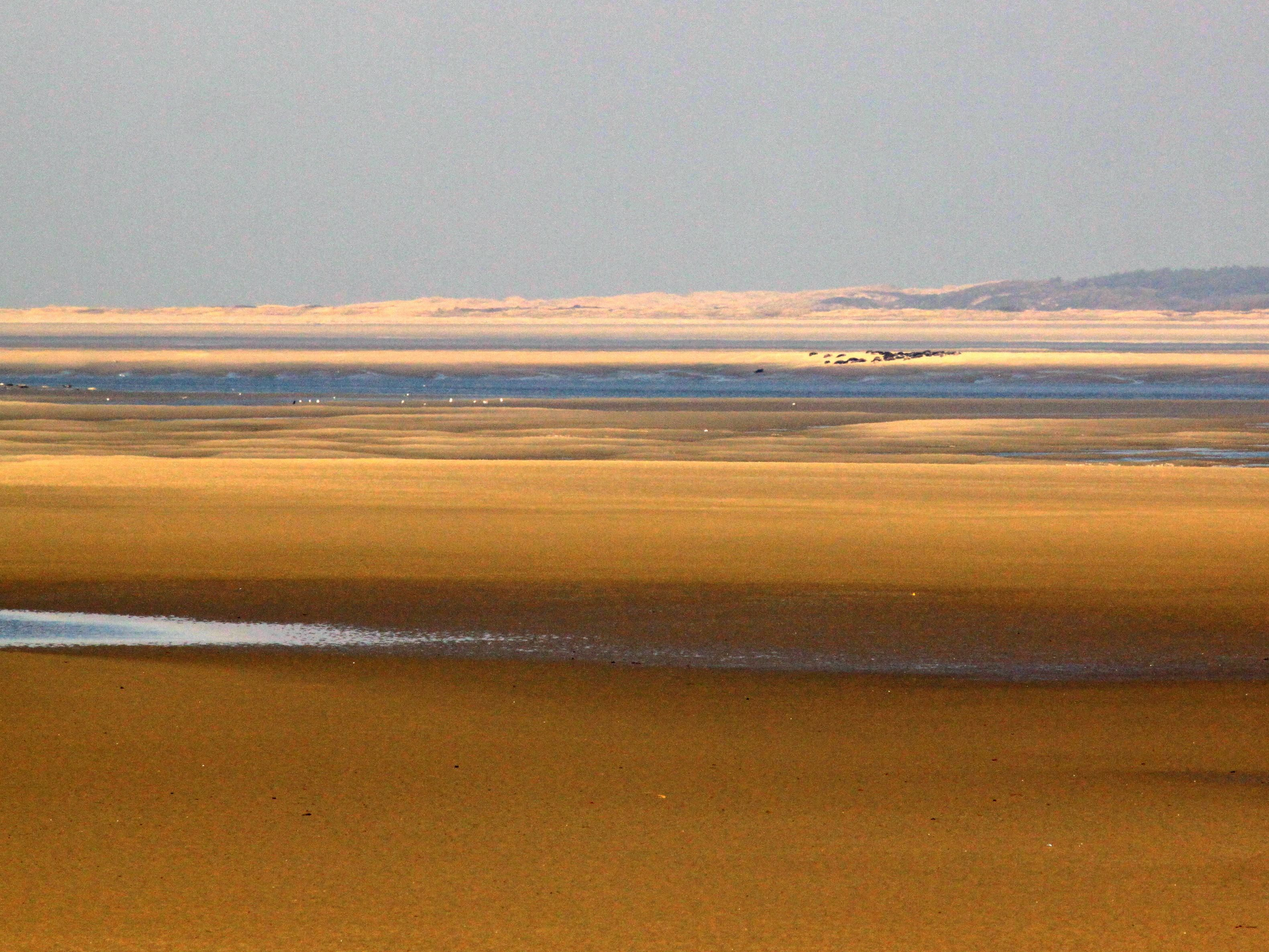
La baie de Somme, au nord-ouest.
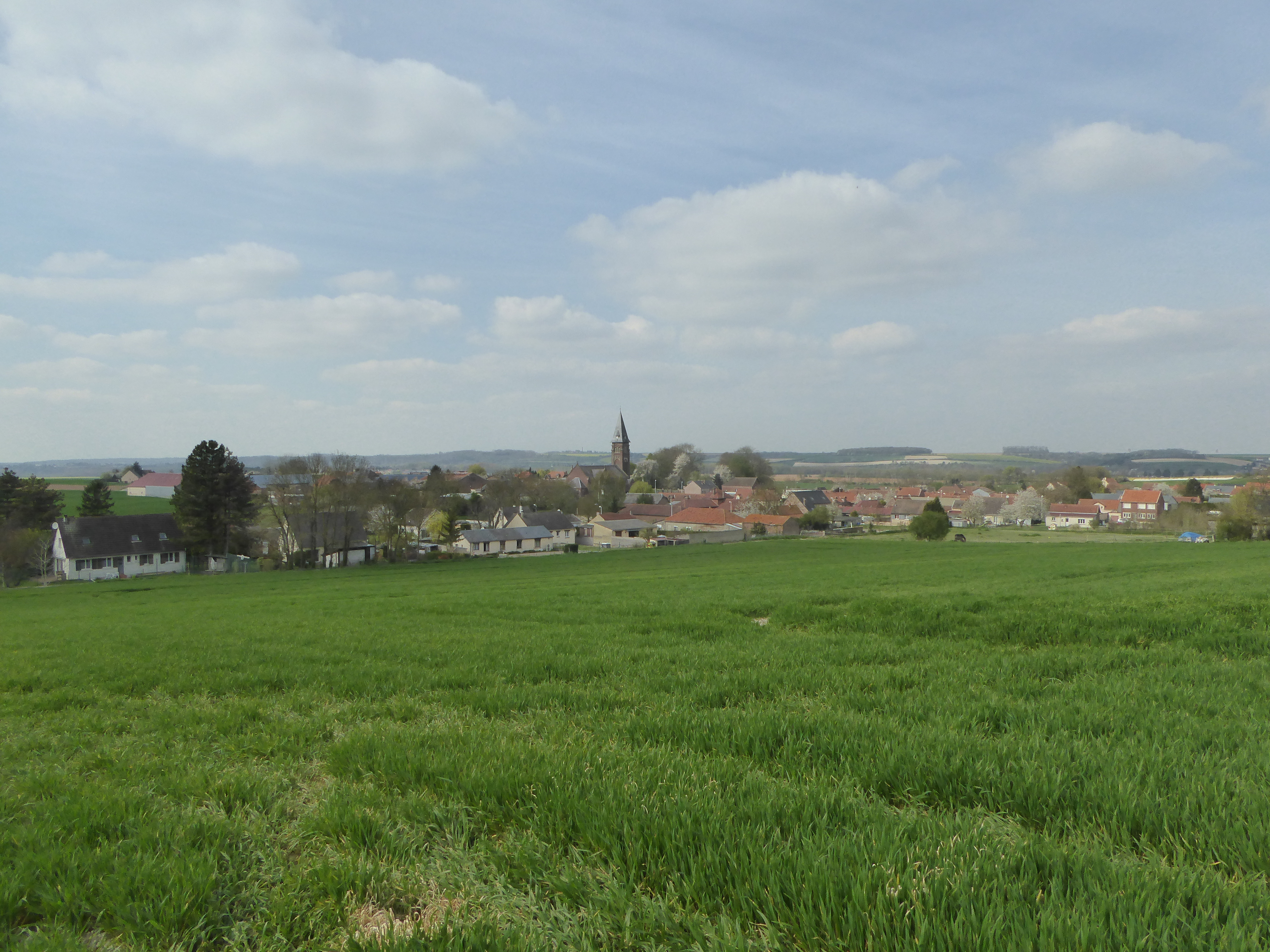
Le Hamel, au centre-est.

### Climat
Le climat picard est tempéré, soumis aux flux d'ouest de la façade maritime. Les précipitations moyennes annuelles sont comprises entre 600 et 800 mm. La façade maritime, plus exposée, reçoit entre 800 et 1 200 mm par an, mais enregistre des températures les plus clémentes l'hiver (moyenne en janvier d'environ 5 °C) et environ 40 jours de gel contre 70 dans la partie plus continentale. Les températures estivales présentent une moyenne en juillet de 17 °C environ et les temps pluvieux et frais alternent avec des météorologies chaudes et sèches.

### Géologie
Le département fait partie du bassin parisien avec une ouverture sur la Manche.

#### Dans le bassin parisien
Les premiers dépôts du Bassin parisien sont d’âge permien mais ils n'affleurent pas en Picardie. Au Permien, un ensemble de petits bassins recueillent les produits dus à l’érosion de la chaîne hercynienne (cf. Massifs armoricain et central). Au Trias, une transgression marine permet les dépôts dans un bassin centré sur la région du Rhin et des Vosges et un bassin anglo-français centré sur la Manche. Leur réunion lors de la grande transgression marine du Jurassique inférieur constitue le bassin de Paris. Les calcaires du Jurassique supérieur de Picardie (-157 à - 145 Ma) sont les plus anciens affleurements (cf. boutonnière du pays de Bray). La régression marine de la fin du Jurassique supérieur laisse des sédiments calcaires de milieu marin peu profond. Après discordance, des sables grossiers et des argiles se déposent en milieu littoral à continental. Ils appartiennent au faciès wealdien du Crétacé inférieur.

#### Une série sédimentaire crétacée
L'essentiel du substrat géologique de la Somme est d'âge crétacé composé par :
- le Coniacien supérieur (entre 15 et 45 m) : une craie blanche, parfois en plaquettes avec quelques niveaux de silex et la présence de dendrites de manganèse et une rare macrofaune ;
- le Coniacien moyen (entre 15 et 35 m) : une craie blanche pauvre en macrofaune, parfois jaunâtre à la base, avec de rares silex noirs, localement à chailles gris jaunâtre très silicifiées ;
- le Turonien terminal-Coniacien inférieur (30 à 40 m) : une craie blanchâtre à jaunâtre (altérée) contenant de nombreux silex à patine rosée et riches en fossiles (inocérames, échinides, brachiopodes) ;
- le Turonien supérieur.

De part et d'autre de la Manche, les mêmes falaises (Ault-Onival, Boulonnais, Douvres) sont issues de la même continuité géologique de dépôts de craie du Bassin parisien. La Manche est une mer épicontinentale.

#### Le Quaternaire
Les limons des plateaux, anciens et récents, constituent la couverture géologique supérieure du département. Il s'agit d'une formation superficielle homogène constituée par un limon lœssique (éolien), beige ou brun-rouge, d'âge quaternaire sur une épaisseur de quelques mètres. Ces limons tapissent les plateaux crayeux alors que les fonds de vallées et de vallons sont généralement occupés par des tourbes et des tufs calcaires.
Le Quaternaire a été le théâtre d'alternance de périodes glaciaires et interglaciaires (sans qu'il y ait de glaciers sur les plateaux et les plaines du Nord et de la Picardie) qui ont façonné les larges modelés des versants et des fonds de vallées. Les dépôts des terrasses alluviales ont été occupés dès 400 - 350 000 ans par les premiers hommes (voir Cagny, Étricourt-Manancourt) et ont donné naissance à la Préhistoire.
Les lœss constituent la base de la fertilité des sols actuels ; cette qualité de formation superficielle associée à une topographie peu contrastée ont permis l'installation en Picardie des populations danubiennes au Néolithique.

### Les milieux naturels

#### Les espaces naturels
La politique départementale est désormais sensible à la protection des paysages traditionnels dont certains milieux sont issus (pâturage en fond de vallons humides ou sur coteaux calcaires — larris —, fosses de tourbage et étangs). Les espaces « naturels » sont reconnus importants pour la préservation de la biodiversité et la richesse des habitats du département (cordons de galets et de dunes, milieux estuariens, falaises mortes et vives, marais, prairies humides, bois et larris), la protection des ressources en eau et des paysages (fonction récréative). Une cinquantaine de sites sont préservés et mis en valeur depuis 1980 (5 000 ha), par une politique de gestion des espaces naturels sensibles en partenariat avec l'Europe, l'État, la Région, le Conservatoire du Littoral, l'Agence de l'Eau, le SMACOPI (Syndicat mixte baie de Somme - Grand littoral Picard), le Conservatoire des sites naturels de Picardie, les collectivités et les usagers (Société Linéenne de Picardie, Picardie Nature, GEMEL : Groupe d'Études des Milieux Estuariens et Littoraux). Ils sont principalement en Picardie maritime, dans la vallée de la Somme, dans le Nord et le Sud amiénois et en haute Somme.

#### Les dunes du Marquenterre
Les dunes du Marquenterre (qui se prolongent dans le département du Pas-de-Calais) représentent un cordon dunaire large de plusieurs kilomètres, coupé par les estuaires de la Somme et de l’Authie.

#### Les larris
Les larris correspondent au terme picard pour les paysages de pelouses des coteaux calcaires. Les versants des vallées orientés au sud ou à l'ouest ont développé lorsque les sols sont maigres (rendzines) et que le calcaire affleure, une végétation de pelouses calcicoles. Autrefois, les moutons entretenaient une végétation herbacée ; avec la modification des pratiques culturales, les larris sont abandonnés et s'embroussaillent selon une dynamique naturelle de conquête de la végétation ligneuse qui entraîne la perte d'une biodiversité particulière de ces milieux ouverts.

## Préhistoire

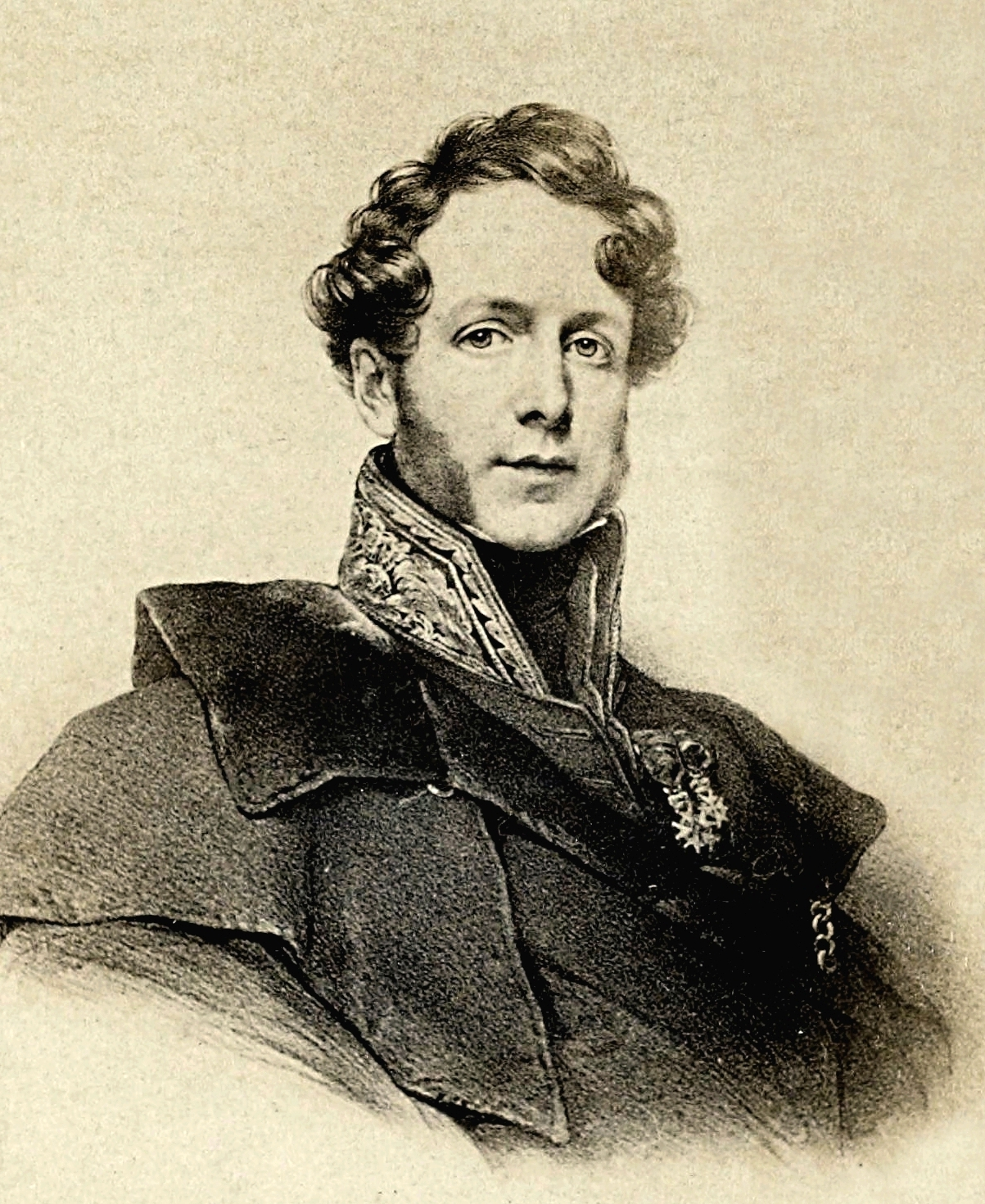
Jacques Boucher de Perthes.

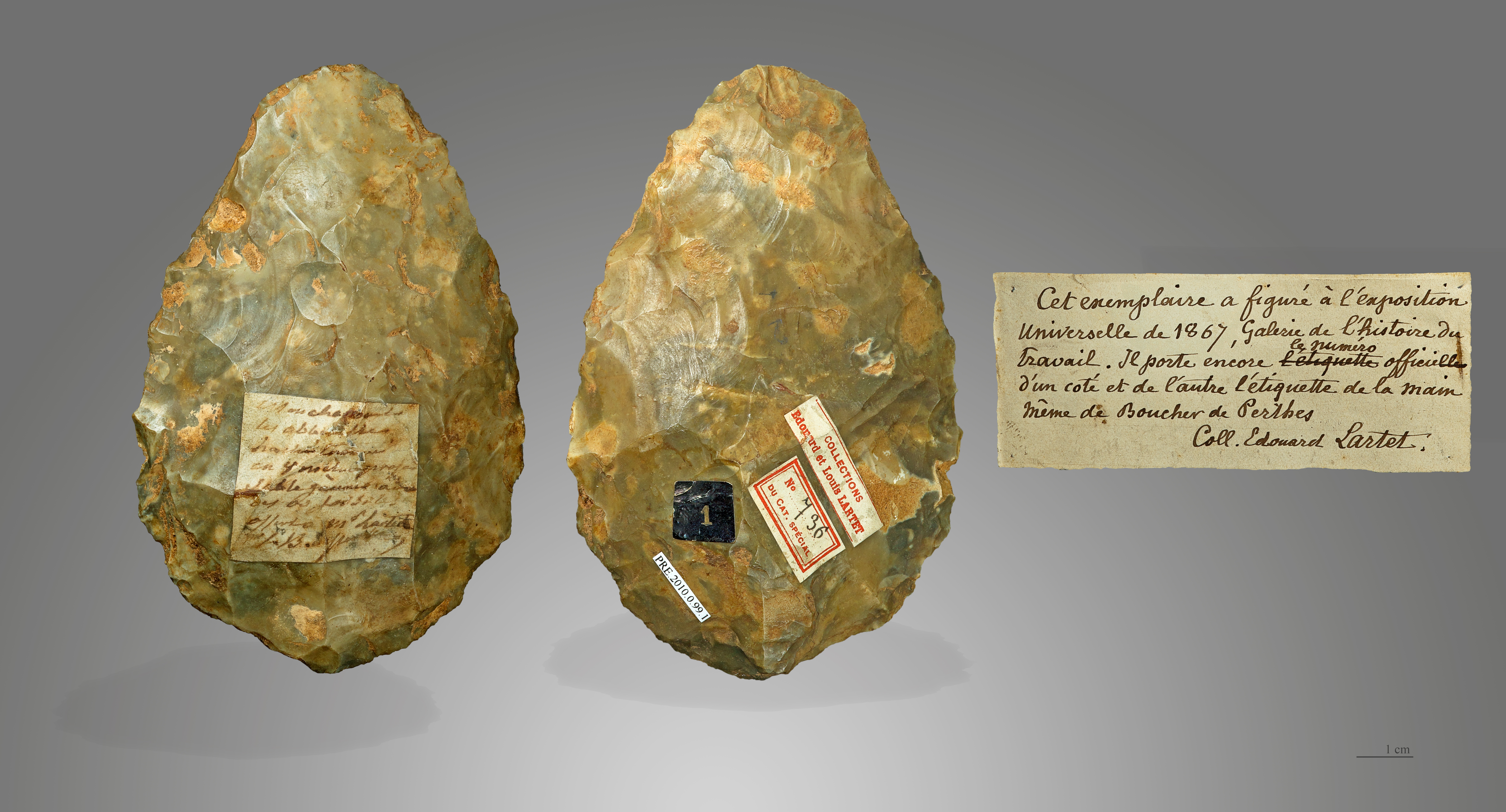
Biface acheuléen de Menchecourt-les-Abbeville, de l'ancienne collection de Boucher de Perthes puis Édouard Lartet ayant figuré à l’Exposition universelle de 1867 (Muséum de Toulouse).

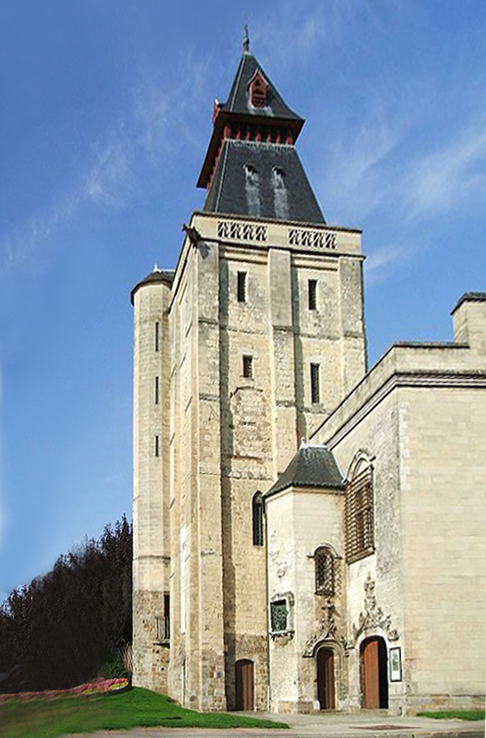
Le musée Boucher-de-Perthes à Abbeville.

### Paléolithique
Le département de la Somme possède un riche patrimoine préhistorique, en particulier paléolithique. Au milieu du XIXe siècle, dans la région d'Abbeville, les travaux de Jacques Boucher de Perthes (1788-1868) mettent en lumière la présence d'hommes très anciens et contribuent à la naissance d'une discipline, la Préhistoire (en 1844, sa thèse sur la découverte d'outils d'hommes anciens accompagnés par des restes de mammouth et de rhinocéros est réfutée par l'Académie des sciences). Les premières trouvailles (cornes de cerf taillées) à la fin du Premier empire, sont celles de Laurent Traullé, présentées par Casimir Picard (Cf. des tourbes diluviennes du fond de vallée),,). Ces premiers temps de la recherche paléolithique sont aussi l'occasion de quelques faux comme le cas de la mâchoire de Moulin-Quignon (Abbeville) trompant Boucher de Perthes en 1863 ou de faux bifaces fabriqués par des ouvriers carriers. La Première Guerre mondiale marque une phase de ralentissement de cette recherche.
Il existe peu de traces du Paléolithique inférieur au Nord de la Loire cependant à la faveur de phases interglaciaires, il y a des incursions puis un peuplement continu vers 600 - 500 000 ans av. J.-C. et le développement d'une nouvelle culture, l'Acheuléen (Saint-Acheul près d'Amiens constitue le site qui a donné son nom à l'Acheuléen, cf. Gabriel de Mortillet, 1872), comme l'atteste le célèbre biface d'Homo heidelbergensis. Il y a plus 450 à 300 000 ans, des pré-néandertaliens occupent la région (cf. fouilles des quartiers Saint-Acheul et Cagny),,. Les nappes alluviales préservées du bassin versant de la Somme s'étagent en terrasses (450 000 - 300 000 ans) et ont livré quantité de données sur les premiers peuplements du Nord de la France dans les sites de Gagny-la-Garenne et Cagny-l'Epinette (vallée de l'Avre). Outre les industries lithiques, des restes de grands herbivores ont été trouvés : aurochs, cerfs, chevaux.
Depuis une quarantaine d'années, les nombreuses fouilles menées dans le bassin de la Somme et plus particulièrement à Cagny, Amiens, Caours et Étricourt-Manancourt, constituent une référence pour la préhistoire française et surtout pour l'étude des premiers peuplements en Europe du Nord-Ouest.
En 2005-2006, une équipe CNRS et de l'INRAP a fouillé un site remarquable de l'histoire d'Homo neandertalensis datant de l'interglaciaire éémien dans les tufs de Caours (dépôts constitués par la nappe de fond de la craie qui se forme pendant les périodes interglaciaires) et datés de 125 000 ans avant notre ère. La fouille livre cinq niveaux d'occupation du Paléolithique moyen et fournit des données sur le comportement de subsistance de l'homme de Néandertal en contexte tempéré, ce qui constitue une documentation unique. L'assemblage de faune diversifiée indique un milieu de forêt tempérée où persistent des prairies avec cerf élaphe dominant, daim, chevreuil, sanglier, auroch, rhinocéros de prairie et éléphant. Le site de Caours apporte des données nouvelles : l'homme de Neandertal présent en Europe de l'Ouest en période de climat tempéré, une adaptation à des variations climatiques brutales qui n'ont donc pas pu être la cause de sa disparition.
À Étricourt-Manancourt, les préhistoriens et les géomorphologues travaillent sur une grande séquence de limon où se trouvent les traces des premiers néandertaliens du Nord de la France, ou de leurs ancêtres, les derniers Homo heidelbergensis. L'outillage est acheuléen.
En 1998, les restes d'un crâne de l'homme de Cro-Magnon sont découverts à Saleux dans la vallée de la Selle. Les exploitations des gravières des plaines alluviales du bassin de la Somme et leurs fouilles ont livré de nombreux gisements du Paléolithique supérieur récent et final (Magdalénien, groupes à Federmesser, industries à pointes de Malaurie ou des Blanchères, industries à éléments mâchurés). Lors de récentes fouilles préventives réalisées dans le cadre de grands travaux d'infrastructure, une vingtaine de gisements ont été attribués au Weichsélien (entre 116 000 et 11 500 ans avant notre ère). La vallée de la Somme continue de livrer des sites préhistoriques particulièrement intéressants comme celui de Fresnoy-au-Val concernant le début du Glaciaire weichsélien. La fouille de 2002 a mis en évidence deux niveaux d'occupation présentant des particularités spécifiques des méthodes de débitage des industries préhistoriques et offre ainsi un éclairage nouveau sur les modalités d'occupation des hommes de cette période. Ces gisements éclairent la gestion du territoire des Néandertaliens (Paléolithique moyen). La préhistoire picarde se tourne vers des approches ethnographiques et ethnoarchéologiques.

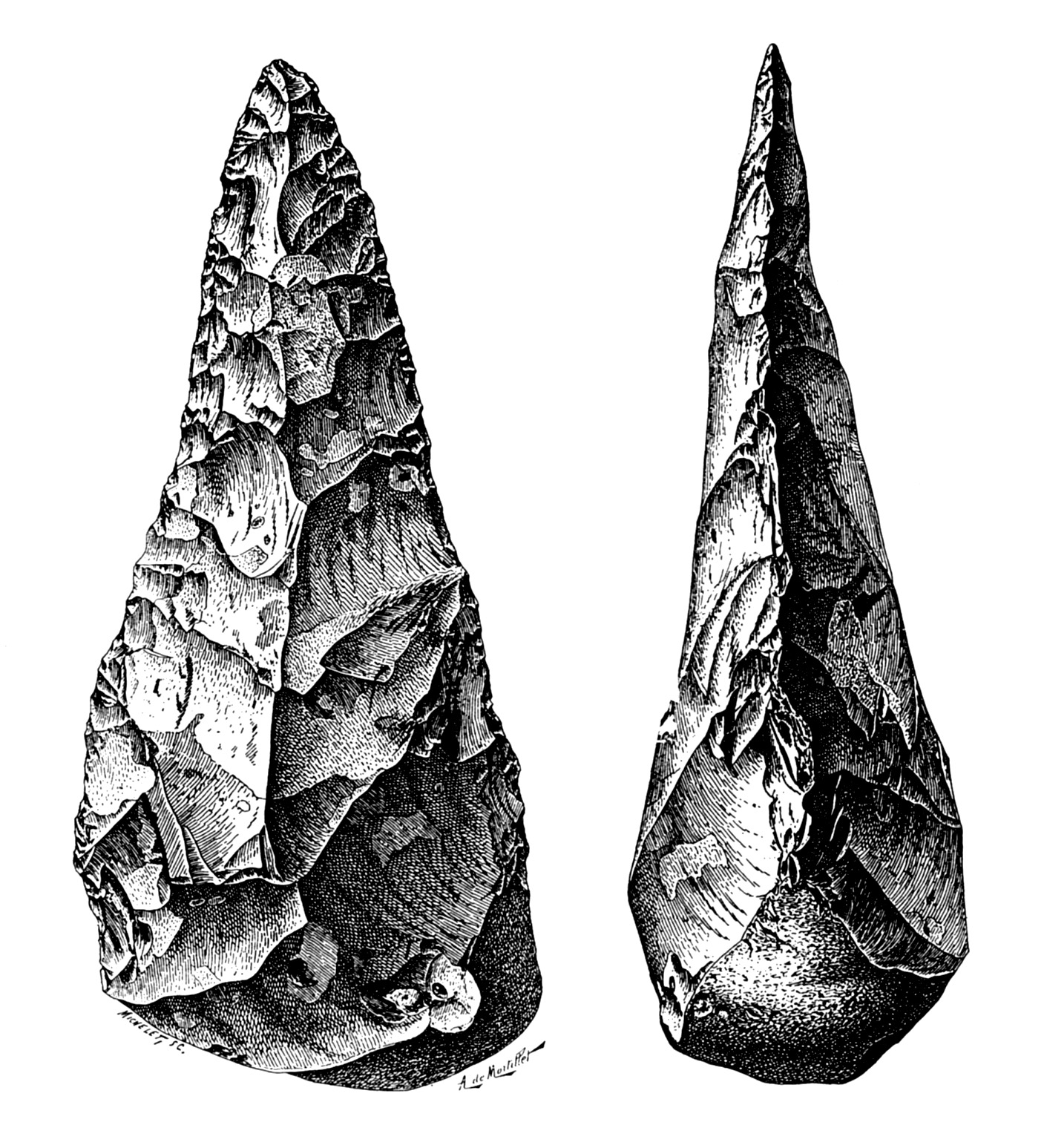
Biface de Saint-Acheul, Amiens.

## Protohistoire
Au troisième millénaire, la sépulture mégalithique collective de la Chaussée-Tirancourt, constituée de grandes dalles de grès, accueille en plusieurs siècles d'utilisation près de 350 corps.
Le site de Ribemont-sur-Ancre a enrichi les connaissances sur la période gauloise et les pratiques guerrières des Celtes.
La période antique a été développée par les travaux de l'archéologie aérienne de Roger Agache et les recherches actuelles continuent de révéler la richesse du patrimoine archéologique samarien.

## Histoire

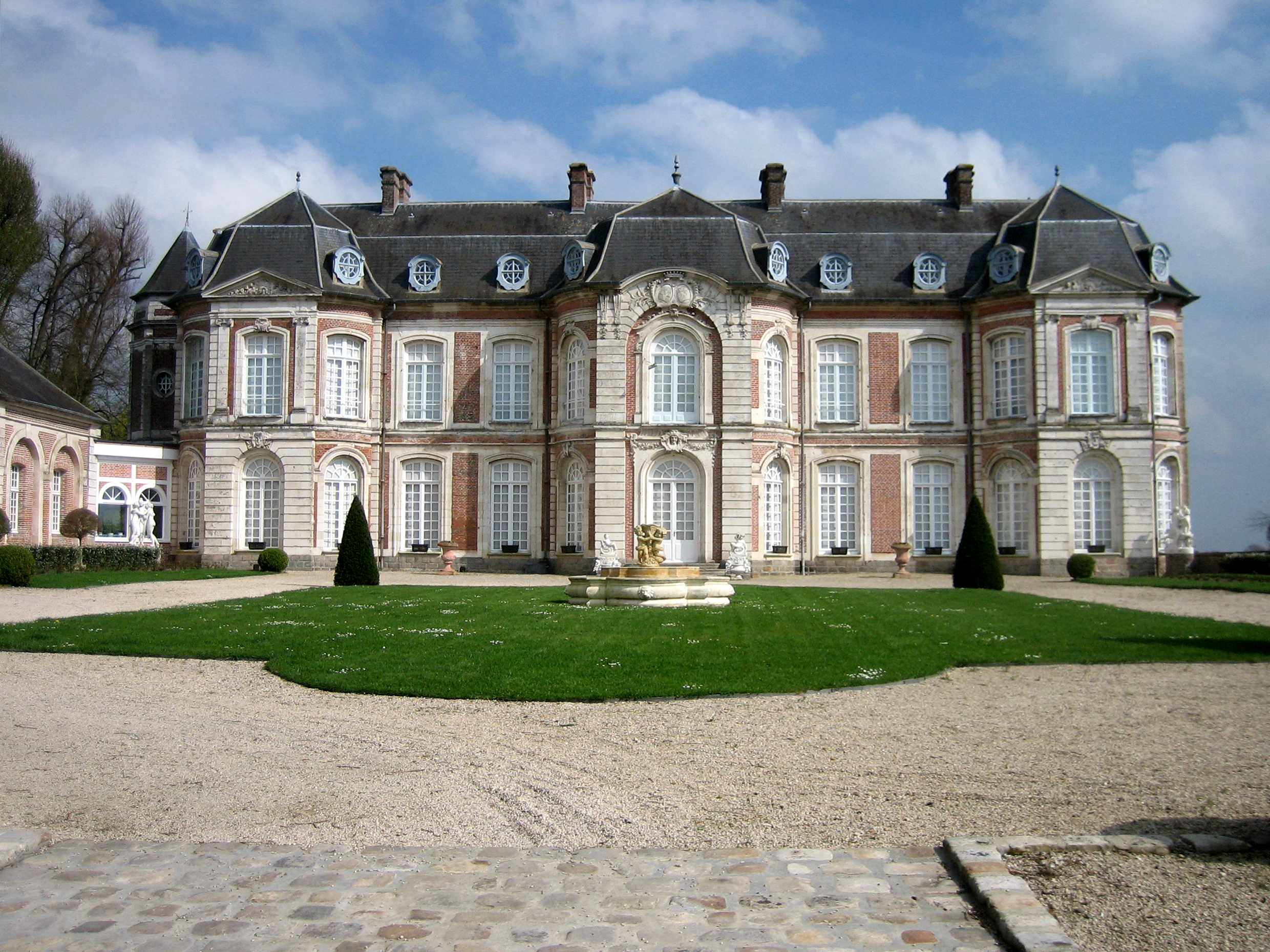
Le château de Long, XVIIIe siècle, construction traditionnelle en brique et craie.

Le département a été créé à la Révolution française, le 4 mars 1790 en application de la loi du 22 décembre 1789, à partir d'une partie de la province de Picardie (l'Amiénois, le Marquenterre, le Ponthieu, le Santerre et le Vimeu).

Carte du département de la Somme 1790

L’actuel département, cœur historique de la Picardie, a toujours été l’objet de convoitises du fait de sa situation stratégique entre Paris et les Flandres. Ce territoire largement ouvert a été le théâtre de certaines des batailles les plus marquantes de l'histoire de la France : conquête romaine, guerre de Cent Ans, guerres de Religion, guerre franco-allemande de 1870, Première Guerre mondiale et Seconde Guerre mondiale.
La bataille de la Somme s'est déroulée en 1916.
Au 1er janvier 2016 la région Picardie, à laquelle appartenait le département, fusionne avec la région Nord-Pas-de-Calais pour devenir la nouvelle région administrative Hauts-de-France.

## Toponymie
Le nom Somme provient du fleuve du même nom, issu lui-même du gaulois Sumena[réf. souhaitée].

## Démographie
Les habitants de la Somme sont les Samariens et Samariennes.

En 2022, le département comptait 565 540 habitants, en évolution de −1,26 % par rapport à 2016 (France hors Mayotte : +2,11 %).
| 1791 | 1801    | 1806    | 1821    | 1826    | 1831    | 1836    | 1841    | 1846    |
| ---- | ------- | ------- | ------- | ------- | ------- | ------- | ------- | ------- |
| -    | 459 453 | 494 642 | 508 710 | 526 282 | 543 924 | 552 706 | 559 680 | 570 529 |

| 1851    | 1856    | 1861    | 1866    | 1872    | 1876    | 1881    | 1886    | 1891    |
| ------- | ------- | ------- | ------- | ------- | ------- | ------- | ------- | ------- |
| 570 641 | 566 619 | 572 646 | 572 640 | 557 015 | 556 641 | 550 837 | 548 982 | 546 495 |

| 1896    | 1901    | 1906    | 1911    | 1921    | 1926    | 1931    | 1936    | 1946    |
| ------- | ------- | ------- | ------- | ------- | ------- | ------- | ------- | ------- |
| 543 279 | 537 848 | 532 567 | 520 161 | 452 624 | 473 916 | 466 626 | 467 479 | 441 368 |

| 1954    | 1962    | 1968    | 1975    | 1982    | 1990    | 1999    | 2006    | 2011    |
| ------- | ------- | ------- | ------- | ------- | ------- | ------- | ------- | ------- |
| 464 153 | 488 225 | 512 113 | 538 462 | 544 570 | 547 825 | 555 551 | 564 319 | 571 211 |

| 2016    | 2021    | 2022    | - | - | - | - | - | - |
| ------- | ------- | ------- | - | - | - | - | - | - |
| 572 744 | 566 252 | 565 540 | - | - | - | - | - | - |

### Communes les plus peuplées
| Nom                 | Code Insee | Intercommunalité               | Superficie (km2) | Population (dernière pop. légale) | Densité (hab./km2) | Modifier                                    |
| ------------------- | ---------- | ------------------------------ | ---------------- | --------------------------------- | ------------------ | ------------------------------------------- |
| Amiens              | 80021      | CA Amiens Métropole            | 49,76            | 134 780 (2022)                    | 2 709              | modifier les données · modifier les données |
| Abbeville           | 80001      | CA de la Baie de Somme         | 26,42            | 22 406 (2022)                     | 848                | modifier les données · modifier les données |
| Albert              | 80016      | CC du Pays du Coquelicot       | 13,80            | 9 658 (2022)                      | 700                | modifier les données · modifier les données |
| Péronne             | 80620      | CC de la Haute Somme           | 14,16            | 7 139 (2022)                      | 504                | modifier les données · modifier les données |
| Corbie              | 80212      | CC du Val de Somme             | 16,25            | 6 080 (2022)                      | 374                | modifier les données · modifier les données |
| Montdidier          | 80561      | CC du Grand Roye               | 12,58            | 5 978 (2022)                      | 475                | modifier les données · modifier les données |
| Doullens            | 80253      | CC du Territoire Nord Picardie | 33,40            | 5 814 (2022)                      | 174                | modifier les données · modifier les données |
| Roye                | 80685      | CC du Grand Roye               | 15,55            | 5 748 (2022)                      | 370                | modifier les données · modifier les données |
| Longueau            | 80489      | CA Amiens Métropole            | 3,42             | 5 726 (2022)                      | 1 674              | modifier les données · modifier les données |
| Villers-Bretonneux  | 80799      | CC du Val de Somme             | 14,51            | 4 644 (2022)                      | 320                | modifier les données · modifier les données |
| Ham                 | 80410      | CC de l'Est de la Somme        | 9,50             | 4 408 (2022)                      | 464                | modifier les données · modifier les données |
| Friville-Escarbotin | 80368      | CC du Vimeu                    | 8,86             | 4 394 (2022)                      | 496                | modifier les données · modifier les données |
| Camon               | 80164      | CA Amiens Métropole            | 12,90            | 4 387 (2022)                      | 340                | modifier les données · modifier les données |
| Salouël             | 80725      | CA Amiens Métropole            | 4,28             | 4 188 (2022)                      | 979                | modifier les données · modifier les données |
| Moreuil             | 80570      | CC Avre Luce Noye              | 23,43            | 3 968 (2022)                      | 169                | modifier les données · modifier les données |

### Exode rural
- Un siècle (1851-1954) d'exode rural dans la Somme[20]

## Religion
Le département de la Somme dépend du diocèse d'Amiens.

## Culture

Les beffrois de Belgique et de France (Unesco World Heritage List, 2007).

### Patrimoine mondial de l'Unesco
Sont classés au patrimoine mondial de l'Unesco :
- la cathédrale Notre-Dame d'Amiens, une des plus grandes églises de style gothique homogène (1220-1401), 42,30 m de hauteur de voûte, avec en particulier deux tombes en bronze de Geoffroy d'Eu et de l'évêque Évrard de Fouilloy, classée en 1981 et, à nouveau en 1998, au titre d'étape des chemins de Compostelle[21] ;
- l'église paroissiale Saint-Jean-Baptiste de Folleville, classée en 1998 en tant qu'étape des chemins de Compostelle ;
- les beffrois d'Abbeville, Amiens, Doullens, Lucheux, Rue et Saint-Riquier classés en 1999 parmi les 56 Beffrois de Belgique et de France, architecture civique ;
- la baie de Somme, Club des plus belles baies du monde.

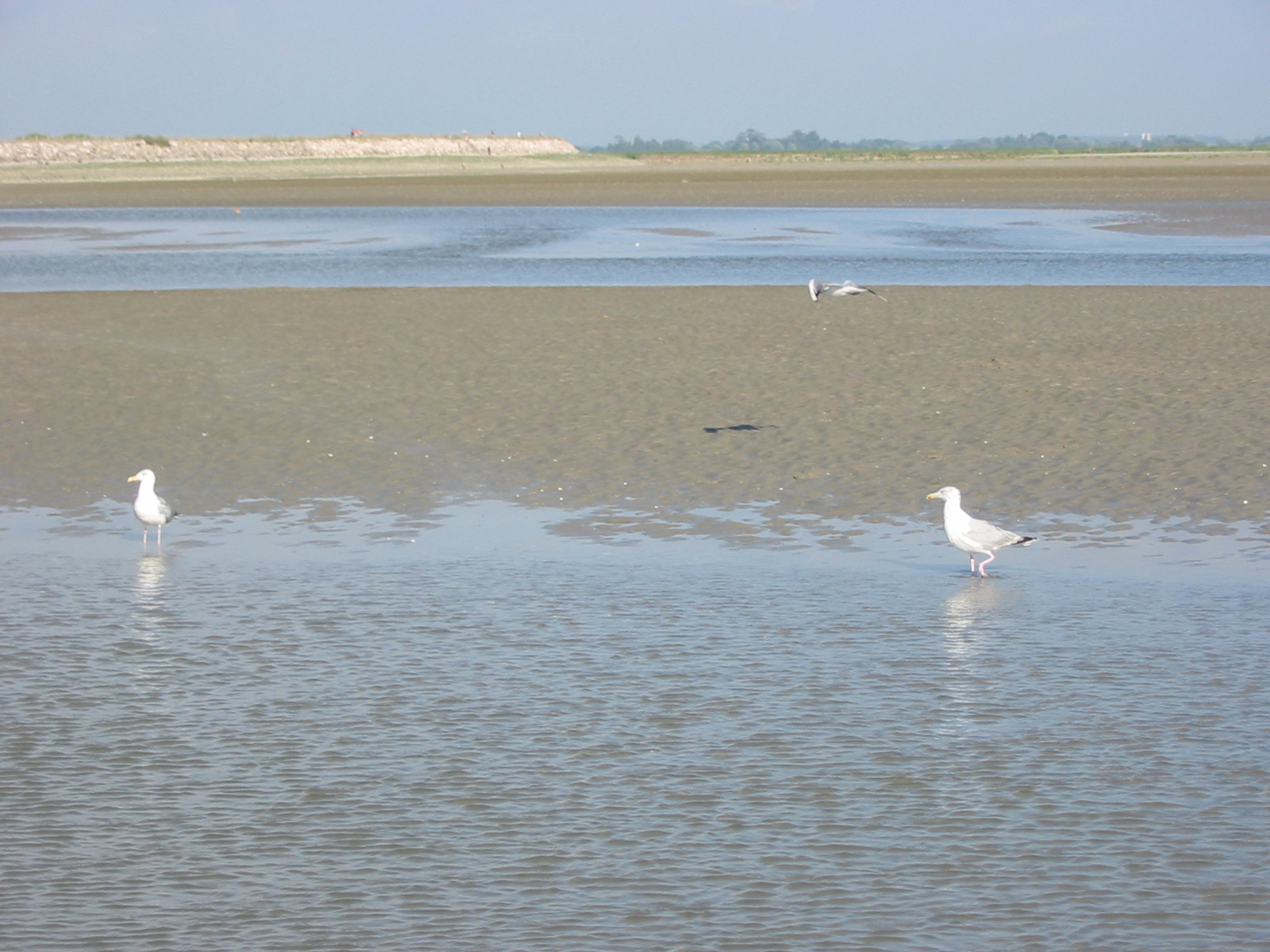
L'estran de l'estuaire de la Somme et de la Maye.
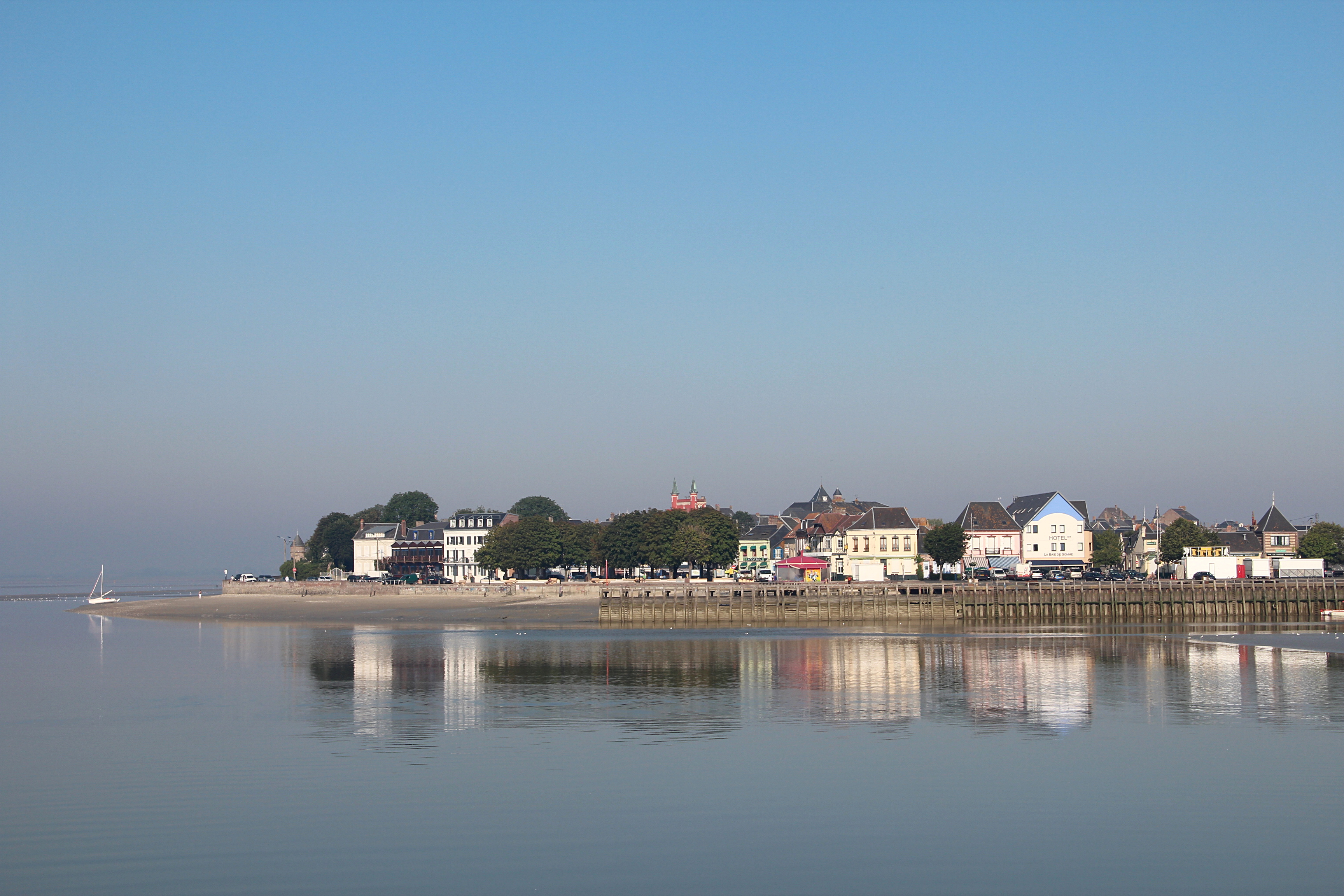
Le Crotoy, le quai Courbet.
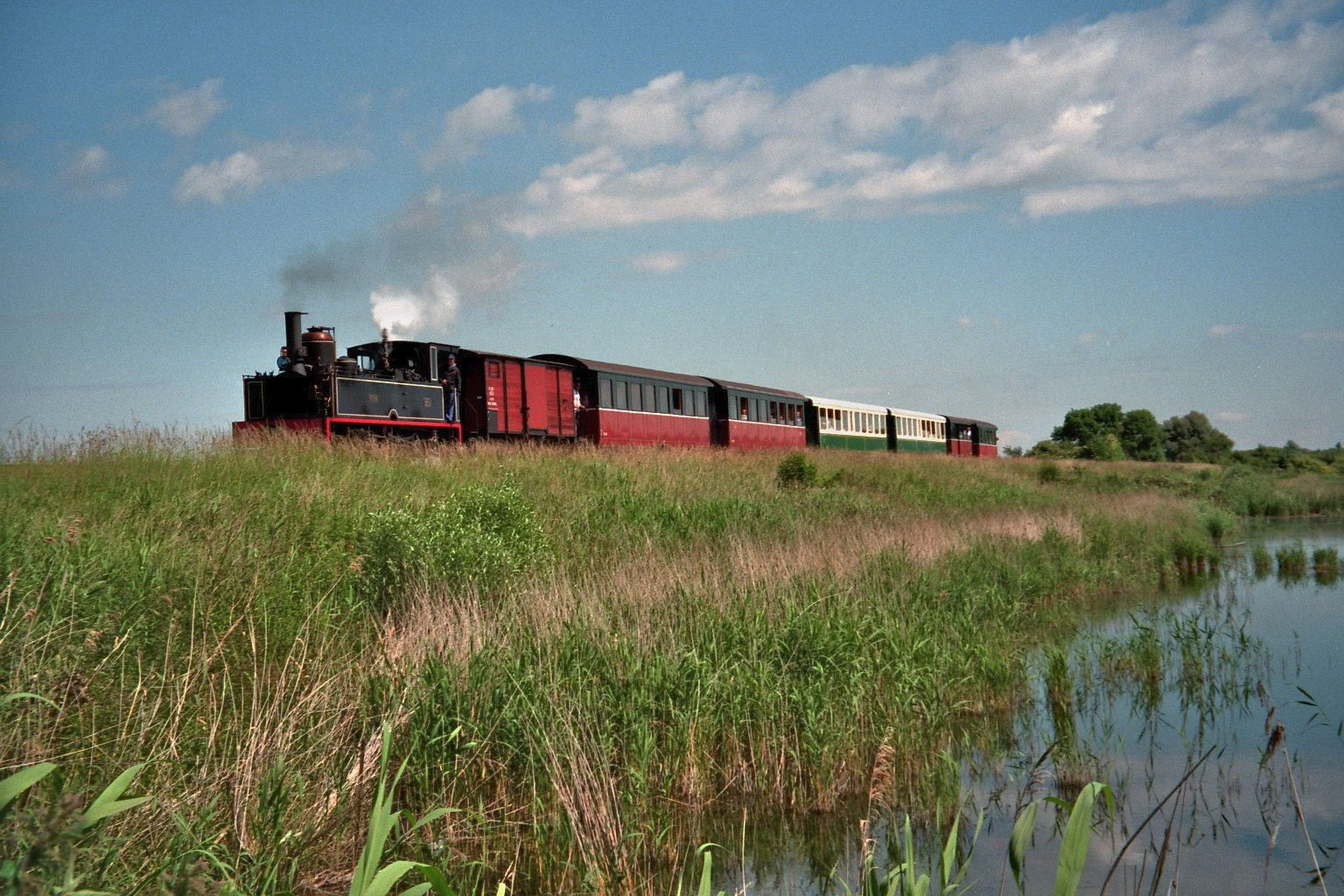
Locomotive 130T Cail 2 et train de voyageurs, digue de Noyelles- Saint-Valery, mollières (2009).

### Patrimoine industriel
L'industrie du jute et de la toile d'emballage est étroitement liée à la Somme et plus particulièrement l'Ouest amiénois, avec l’installation au XIXe siècle, de l'écossais James Carmichael à Ailly-sur-Somme puis de Saint Frères dans la vallée de la Nièvre, connu comme un empire industriel dans le monde entier et comme l'un des fleurons du paternalisme français avec la construction de cités ouvrières, crèches, écoles, coopératives, maternité à proximité des usines le long de la vallée.

### Festivals
- À Mers-les-Bains, l'EFFET.MER Festival offre un événement de musique à tendance électronique inédit, généralement mi-août, rassemblant des artistes ayant une renommée internationale, comme Mosimann en 2024.
- À Abbeville et en Baie de Somme se déroule chaque année, le Festival de l'oiseau et de la nature depuis 1991, en avril.
- À Abbeville et en Baie de Somme se déroule depuis 2015, le Festival Orgues en octobre. Organisé par Baie de Somme 3 vallées, il propose des concerts de musique classique variés autour des orgues du département, Ciné-Concert, et des visites concertantes de découverte du patrimoine. Il a lieu les 2e et 3e semaines d'octobre.
- À Ailly-sur-Noye, depuis 1986, (mi-août à mi-septembre), le son et lumière, le Souffle de la terre retrace 2 000 ans d'histoire de la Picardie durant une heure et demie et accueille plus de 590 000 spectateurs.
- À Albert, le Festival international du film animalier (FIFA) se déroule chaque année depuis 1991.
- À Amiens, le Festival international du film d'Amiens (FIFAM) se déroule chaque année en novembre depuis 1980, le Festival d'Amiens musiques de jazz et d'ailleurs la dernière semaine de mars, le Rendez-vous de la BD le premier week-end de juin, le Festival des hortillonnages d'Amiens, de mi-juin à mi-octobre, le Festival des cathédrales de Picardie et les concerts d'Un été en musique.
- À Argoules, Balades Musicales dans l'abbaye de Valloires, le dernier dimanche de juin.
- À Chaulnes se déroule chaque année, pendant la durée d'un week-end, un festival de musique metal, le « Killer Fest » de renommée internationale.
- À Conty, les Médiévales ont lieu le dernier week-end de septembre.
- À Folleville, chaque année dans le parc du château, se déroulent, fin août, Les Médiévales de Folleville, fête médiévale et populaire, accueillent pendant un week-end : boutiques, ateliers artisanaux, spectacles théâtraux et musicaux, tournois, vols de rapaces, reconstitutions de combats à l'arme blanche...
- À Nesle, le Festival des Nuits Celtiques, se déroule chaque année depuis 2009, deux jours de parades, concerts et fest-noz.
- À Saint-Riquier, le Festival de Saint-Riquier - Baie de Somme se déroule en juillet depuis 1984. Il propose des concerts de musique classique dans l'abbatiale de Saint-Riquier, tandis que des expositions temporaires et des concerts, les dimanches d'août et septembre, sont organisés dans l'abbaye, et Jazz sur l'herbe le dernier dimanche de juin.
- À Saint-Valery-sur-Somme, le Festival en baie de Somme pendant l'été.
- À Villers-Bocage, les P'tits Malins, depuis 2005, pour les petits et les grands.

### Tourisme

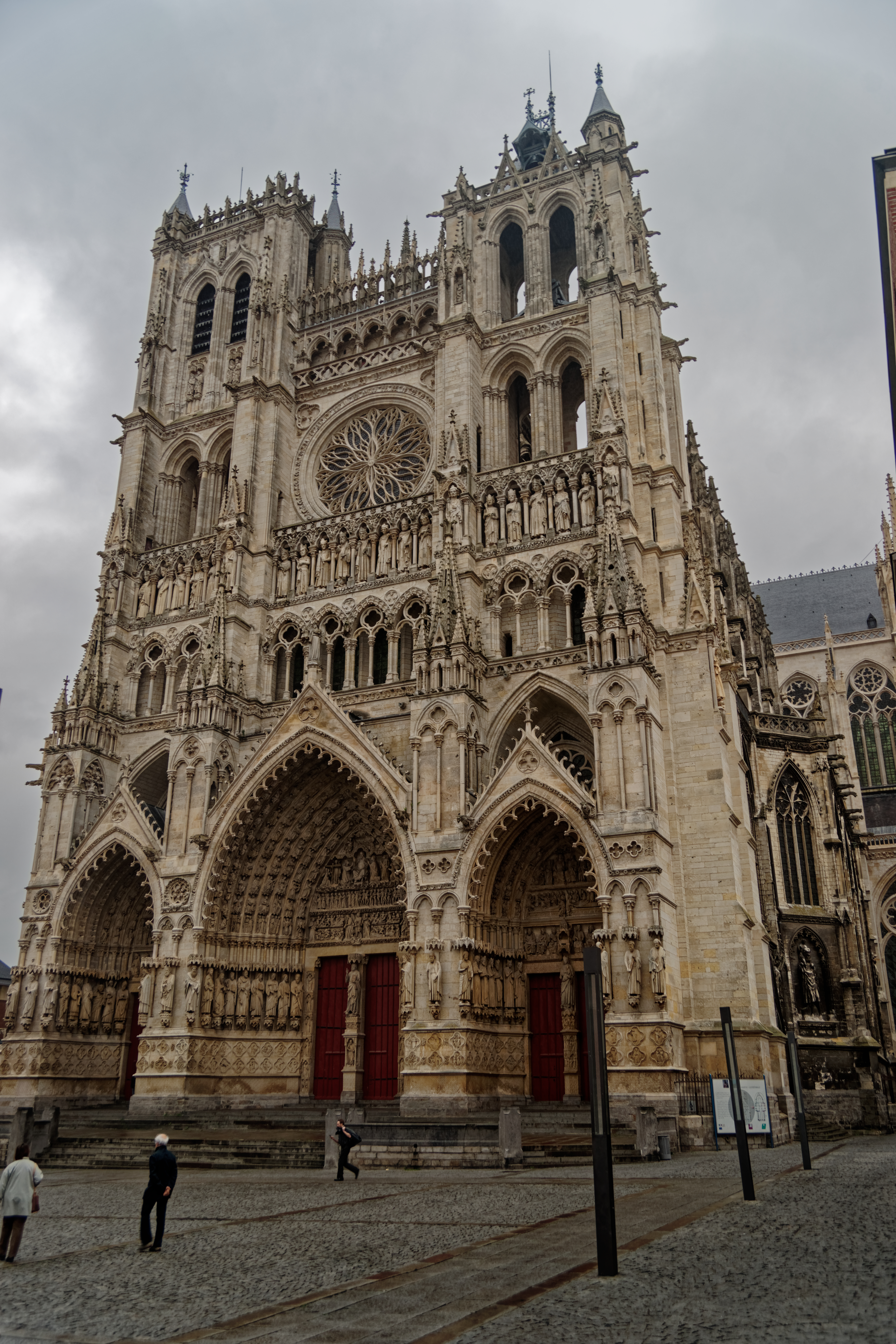
La cathédrale Notre-Dame d'Amiens

La Somme est un département riche en sites touristiques. En général on distingue deux grandes zones : la côte picarde et Abbeville, l'Amiénois et la Haute Somme.
À Amiens on trouve la Tour Perret, plus haut immeuble en béton à sa création en 1952, la maison de Jules Verne, le musée de l'hôtel de Berny, le musée de Picardie, des hortillonnages, le quartier Saint-Leu, le théâtre de marionnettes « Chés Cabotans d'Amiens », le parc Saint-Pierre, un parc zoologique, la place Marie-sans-chemise avec son horloge, le beffroi, et la cathédrale Notre-Dame d'Amiens, une des plus vastes d'Europe. Tous les ans au mois de décembre a lieu le plus grand marché de Noël du Nord de la France.
- À une quinzaine de kilomètres d'Amiens en direction d'Abbeville, le parc de Samara est un parc de loisirs traitant de la Préhistoire picarde.
- À une dizaine de kilomètres au nord d'Amiens le château de Bertangles.
- Entre Amiens et Abbeville se trouve le château de Long, village de la vallée de la Somme.
- À Naours, les grottes sont un des plus beaux exemples de muches picardes.
- Près d'Albert, le circuit du Souvenir évoque les champs de bataille de la Somme, particulièrement le parc-mémorial terre-neuvien de Beaumont-Hamel, la chapelle du Souvenir français et la nécropole nationale de Rancourt, le mémorial et le Musée national sud-africain de Longueval, le Tommy, Café du Souvenir de Pozières, le mémorial franco-britannique et le centre d'accueil et d'interprétation de Thiepval et Lochnagar Crater-la Grande Mine de La Boisselle. À Albert se situe le musée Somme 1916 et la basilique Notre-Dame-de-Brebières.
- À Doullens, la citadelle, exemple d'architecture militaire Renaissance.
- À Lucheux, l'église Saint-Léger.
- Les jardins de Maizicourt.
- À Corbie, l'abbatiale Saint-Pierre et à 2 km le portail de l'église Notre-Dame-de-la-Neuville. Dans les environs, le Musée franco-australien.
- La coulée verte de la vallée de la Selle et le jardin floral du château de Digeon à Morvillers-Saint-Saturnin.
- Dans la vallée de la Haute-Somme, au hameau de Froissy de La Neuville-lès-Bray, le P'tit train de la Haute-Somme.
- À Péronne, l'Historial de la Grande Guerre est un musée trilingue expliquant la Première Guerre mondiale.
- Près de Montdidier, s'élèvent l'église et les vestiges du château de Folleville.
- À Abbeville on trouve la collégiale Saint-Vulfran avec sa façade flamboyante, l'église du Saint-Sépulcre et le beffroi-musée Boucher-de-Perthes. Aux environs les muches de Domqueur.
- À Saint-Riquier, église abbatiale, ancienne abbaye et son parc, le musée départemental de la vie rurale.
- Le château fort de plaine de Rambures est dressé au cœur d'un parc à l'anglaise.
- Au creux de la vallée de l'Authie, l'abbaye cistercienne et les jardins de Valloires, à Argoules.
- Dans la baie de l'Authie, stations balnéaires connues, comme Fort-Mahon-Plage et Quend-Plage, avec chars à voile, aquaclub, base nautique, kitesurf, pêche, balades.
- Le bourg de Crécy-en-Ponthieu, à deux pas de la forêt de Crécy, lieu de la bataille de Crécy, au cours de la guerre de Cent Ans.
- Rue, port de mer au début du Moyen Âge, fut une place forte du comté de Ponthieu (chapelle du Saint-Esprit, beffroi). Capitale du Marquenterre, lieu de chasse, pêche et randonnée.
- Le parc ornithologique du Marquenterre (250 ha), bordant une réserve naturelle de 3 000 ha entre les estuaires de l'Authie et de la Somme, fruit du combat entre l'homme, la mer, le sable et le vent ; se visite en trois parcours.
- La baie de Somme, haut lieu touristique du département et de la région. Maison de la baie de Somme et de l'oiseau à Lanchères. À proximité les stations balnéaires du Crotoy, de Cayeux-sur-Mer, le chemin de fer de la baie de Somme, promenades en bateau et à vélo.
- Saint-Valery-sur-Somme, petit port de plaisance et de pêche, plage et ville haute. Digue-promenade, écomusée Picarvie, ancien château abbatial et chapelle des Marins.
- Ault, le Bois de Cise, et Mers-les-Bains, petites stations balnéaires fréquentées par les touristes picards, franciliens, voire anglais.

#### Les résidences secondaires
Selon le recensement général de la population du 1er janvier 2008, 8,2 % des logements disponibles dans le département étaient des résidences secondaires.
Ce tableau indique les principales communes de la Somme dont les résidences secondaires et occasionnelles dépassent 10 % du total des logements en 2008 :
| Commune                | Population SDC | Nombre de logements | Rés. secondaires | % Rés. secondaires |
| ---------------------- | -------------- | ------------------- | ---------------- | ------------------ |
| Fort-Mahon-Plage       | 1 317          | 3 803               | 3 067            | 80,65 %            |
| Quend                  | 1 385          | 3 373               | 2 666            | 79,03 %            |
| Estrébœuf              | 273            | 317                 | 210              | 66,02 %            |
| Cayeux-sur-Mer         | 2 886          | 3 860               | 2 400            | 62,20 %            |
| Le Crotoy              | 2 320          | 2 620               | 1 467            | 56,00 %            |
| Favières               | 459            | 443                 | 244              | 55,11 %            |
| Ault                   | 1 782          | 2 130               | 1 131            | 53,08 %            |
| Lanchères              | 1 008          | 655                 | 244              | 37,25 %            |
| Mers-les-Bains         | 3 289          | 3 057               | 1 057            | 34,59 %            |
| Saint-Valery-sur-Somme | 2 785          | 1 839               | 510              | 27,75 %            |

Sources :
- Source Insee, chiffres au 01/01/2008.

## Politique et administration
| \| 25 km1:797 000 Capitale nationale Capitale régionale Préfecture de département Sous-préfecture Autres villes ou villages \| Baie · de · Somme Oise Aisne Seine-Maritime Pas-de-Calais Nord Amiens Acheux-en-Amiénois Bernaville Boves Conty Corbie Domart-en-Ponthieu Doullens Hornoy-le-Bourg Molliens- · Dreuil Picquigny Poix-de-Picardie Villers-Bocage Abbeville Ailly-le-Haut-Clocher Ault Crécy-en-Ponthieu Friville- · Escarbotin Gamaches Hallencourt Moyenneville Nouvion Rue Saint-Valery-sur-Somme Oisemont Montdidier Ailly-sur-Noye Moreuil Rosières-en-Santerre Roye Péronne Albert Bray-sur-Somme Chaulnes Combles Ham Nesle |
| 25 km1:797 000 Capitale nationale Capitale régionale Préfecture de département Sous-préfecture Autres villes ou villages |

| 25 km1:797 000 Capitale nationale Capitale régionale Préfecture de département Sous-préfecture Autres villes ou villages |

| \| 25 km1:797 000 Capitale nationale Capitale régionale Préfecture de département Sous-préfecture Autres villes ou villages \| Baie · de · Somme Oise Aisne Seine-Maritime Pas-de-Calais Nord Amiens Acheux-en-Amiénois Bernaville Boves Conty Corbie Domart-en-Ponthieu Doullens Hornoy-le-Bourg Molliens- · Dreuil Picquigny Poix-de-Picardie Villers-Bocage Abbeville Ailly-le-Haut-Clocher Ault Crécy-en-Ponthieu Friville- · Escarbotin Gamaches Hallencourt Moyenneville Nouvion Rue Saint-Valery-sur-Somme Oisemont Montdidier Ailly-sur-Noye Moreuil Rosières-en-Santerre Roye Péronne Albert Bray-sur-Somme Chaulnes Combles Ham Nesle |
| 25 km1:797 000 Capitale nationale Capitale régionale Préfecture de département Sous-préfecture Autres villes ou villages |

| 25 km1:797 000 Capitale nationale Capitale régionale Préfecture de département Sous-préfecture Autres villes ou villages |

## Personnalités

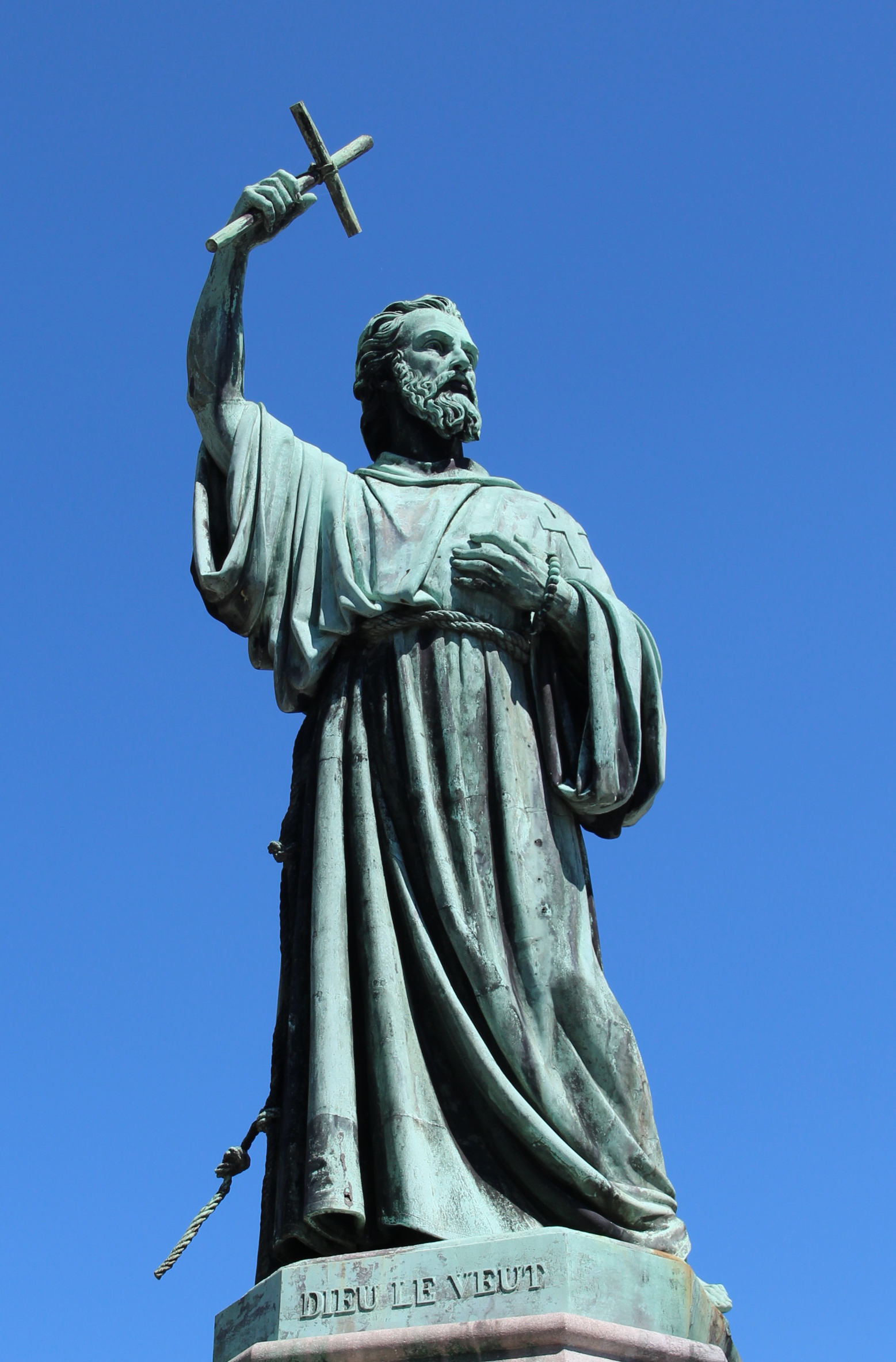
Pierre l'Ermite, statue au pied de la cathédrale d'Amiens.

### Artistes (architecture, gravure, peinture, sculpture...)
- Gérard Ansart
- Pierre Ansart, architecte décorateur
- Georges Bilhaut, peintre
- Auguste Carvin, sculpteur
- François-Auguste Cheussey, architecte
- Victor Delefortrie, architecte
- Jean-François-Martial Dergny, prêtre et peintre
- Pierre Dufau, architecte de la reconstruction d'Amiens après 1945
- Edmond Duthoit, architecte
- Les Frères Duthoit, dessinateurs, sculpteurs, ornemanistes
- Louis Duthoit, architecte
- Emmanuel Fontaine, sculpteur
- Gédéon de Forceville, sculpteur
- Athanase Fossé, sculpteur
- Léon Lamotte, sculpteur
- Jacques Lestrille, peintre
- Robert de Luzarches, architecte de la cathédrale d'Amiens
- Alfred Manessier, peintre
- Alain Mongrenier, peintre
- Arthur du Passage, sculpteur animalier
- Simon Pfaff de Pfaffenhoffen, sculpteur sur bois
- Auguste Perret, architecte de la reconstruction d'Amiens
- Jean-Baptiste Poultier, né à Huppy en 1653, sculpteur pour Versailles, les cathédrales de Paris et d'Amiens
- Alfred Georges Regner, né à Amiens en 1902, artiste peintre et graveur surréaliste
- Albert Roze, (1861-1952), sculpteur né et mort à Amiens

### Cinéastes et acteurs
- Jacques Debary (1914-2011), comédien
- Germaine Dulac (1882-1942), réalisatrice
- François Ruffin, (1975-), réalisateur

### Femmes et hommes de lettres
- Eustache d'Amiens, trouvère picard du XIIIe siècle, auteur du fabliau Le Boucher d'Abbeville.
- Maurice Blanchard, ingénieur aéronautique et poète lié au surréalisme, né à Montdidier en 1890
- Francine Caron, poète et universitaire[22] du XXe siècle, famille originaire de Longpré-les-Corps-Saints, d'Amiens et du Beauvaisis
- Pierre Choderlos de Laclos, auteur des Liaisons dangereuses, né à Amiens en 1741
- Robert de Clari, chroniqueur du Moyen Âge, auteur de La Conquête de Constantinople
- Hélisenne de Crenne, née en 1510 à Abbeville, romancière humaniste de la Renaissance
- Roland Dorgelès, journaliste et écrivain, membre de l'académie Goncourt, né à Amiens en 1885
- Charles du Fresne, sieur du Cange, historien, linguiste et philologue du XVIIe siècle
- Richard de Fournival, poète médiéval
- Antoine Galland, orientaliste, spécialiste d’histoire, de manuscrits anciens, de langues orientales et de monnaies, familier de la Bibliothèque royale, antiquaire du roi, académicien et lecteur au Collège royal, né en 1646 à Rollot
- Pierre Garnier, poète
- Jacqueline Lévi-Valensi, universitaire, cofondatrice de la Société des études camusiennes
- Abbé Charles François Lhomond, grammairien et pédagogue, auteur de De viris illustribus urbis Romæ a Romulo ad Augustum
- Pierre Mac Orlan, écrivain, né Pierre Dumarchey à Péronne en 1882
- Robert Mallet, poète
- Philippe de Mézières, écrivain médiéval, né à Mézières-en-Santerre, auteur du Songe du vieux Pèlerin
- Charles-Hubert Millevoye, né en 1782 à Abbeville, poète
- Jules Verne, écrivain, conseiller municipal, à l'origine de la construction du cirque d'hiver d'Amiens qu'il inaugura ; la maison de Jules Verne abrite maintenant un musée ; l’université de Picardie porte son nom ; l'écrivain est inhumé au cimetière de la Madeleine à Amiens.
- Vincent Voiture, né en 1597 à Amiens, poète et prosateur
- Noël-François De Wailly, grammairien du XVIIIe siècle

### Industriels
- James Drummond Carmichaël, développa l'industrie de la toile de jute à Ailly-sur-Somme au XIXe siècle
- Pierre Cosserat, industriel du velours
- Les frères Caudron, avionneurs
- Henry Potez, avionneur
- Christian Saint, industriel du tissage de la toile de jute : voir Saint Frères et Charles Saint.
- Albert Toulet (1833-1887), créateur de l'industrie mécanique à Albert. Maire d'Albert de 1883 à 1887
- Josse van Robais, fondateur d'une manufacture de draps fins à Abbeville en 1665

### Inventeurs
- Ferdinand Carré
- Charles Dallery

### Militaires
- Amiral Amédée Courbet (1827-1885)
- Général Pierre François Marie Auguste Dejean, général d'Empire
- Maximilien Sébastien Foy, général du Premier Empire et homme politique français, né à Ham en 1775
- Général Louis Friant, général d'Empire
- Jean-Baptiste Vaquette de Gribeauval, modernisateur de l'artillerie française au XVIIIe siècle
- Philippe Leclerc de Hauteclocque, maréchal de France, commandant la 2e DB, né à Belloy-Saint-Léonard en 1902, prit le nom de guerre de Leclerc
- Amiral Laurent Joseph Lejeune (1817-1895)
- André de Rambures (~1395-1449)
- Charles de Rambures (1572-1633)
- David de Rambures (1364-1415)

### Femmes et hommes politiques
- Albert Dauphin, ministre des finances de la IIIe République
- Pierre Garet, ministre de la IVe République
- Jean Gilbert-Jules, ministre de la IVe République
- René Goblet, Président du Conseil de la IIIe République
- Edmond Gressier, ministre sous le Second Empire
- Louis-Lucien Klotz, ministre des finances de la IIIe République, négociateur du traité de Versailles (1919)
- Max Lejeune, ministre de la IVe République
- Maxime Gremetz, député de la Xe, XIe, XIIe et XIIIe (Cinquième République)
- Gilles de Robien, ministre de la Ve République
- Najat Vallaud-Belkacem, ministre de la Ve République
- Emmanuel Macron, ministre de la Ve République, élu président de la République française le 7 mai 2017.
- François Ruffin, député de la XVe Législature, élu le 18 juin 2017.

### Religieux
- Colette de Corbie
- Firmin d'Amiens
- Fursy de Péronne
- Germain de la Bresle
- Honoré d'Amiens
- Martin de Tours
- Pierre l'Ermite ou Pierre d’Amiens, Pierre d'Achères, religieux français qui prêche la croisade après l’appel d’Urbain II au concile de Clermont et prend la tête d’une des principales croisades populaires de 1096
- Riquier de Centule
- Valery de Leuconay
- Wulphy

### Scientifiques
- Jean-Louis Baudelocque, père de l’obstétrique et auteur de L’art des accouchements, né en 1745 à Heilly
- Jacques Boucher de Perthes (1788-1868), pionnier de l'étude de la préhistoire
- Charles de Bovelles, philosophe et mathématicien, né en 1479 à Sancourt, mort à Ham après 1566
- Édouard Branly, physicien et médecin, découvrit le principe de la radioconduction et de la télémécanique qui permit l'invention de la TSF
- Eugène Cosserat, mathématicien
- Jean-Baptiste Joseph Delambre, astronome et mathématicien
- André Marie Constant Duméril, zoologiste
- Jean Guyon (médecin militaire) (1794-1870)
- Jean-Baptiste de Lamarck, grand naturaliste, un des créateurs du Muséum national d'histoire naturelle de Paris, un des auteurs des théories de l'évolution, l'inventeur du mot biologie, né en 1744 à Bazentin
- Pierre Lefort, médecin et chirurgien de marine, (1767-1843)
- Antoine Parmentier, pharmacien, agronome, précurseur de la chimie alimentaire et de l'agrobiologie, promut en Europe l'utilisation de la pomme de terre en complément du blé, né en 1737 à Montdidier
- Jean-Charles Peltier, découvrit l'effet calorifique du courant électrique
- Louis Thuillier, collaborateur de Louis Pasteur

### Autres
- Pierre-François Guerlain, parfumeur et fondateur de la maison Guerlain, né à Abbeville en 1798
- Henri Sannier, journaliste à la rédaction des sports de France Télévisions et maire de la commune d'Eaucourt-sur-Somme
- Jean-Pierre Pernaut, présentateur et rédacteur en chef du journal télévisé de 13h sur TF1 (1950-2022)

## Galerie

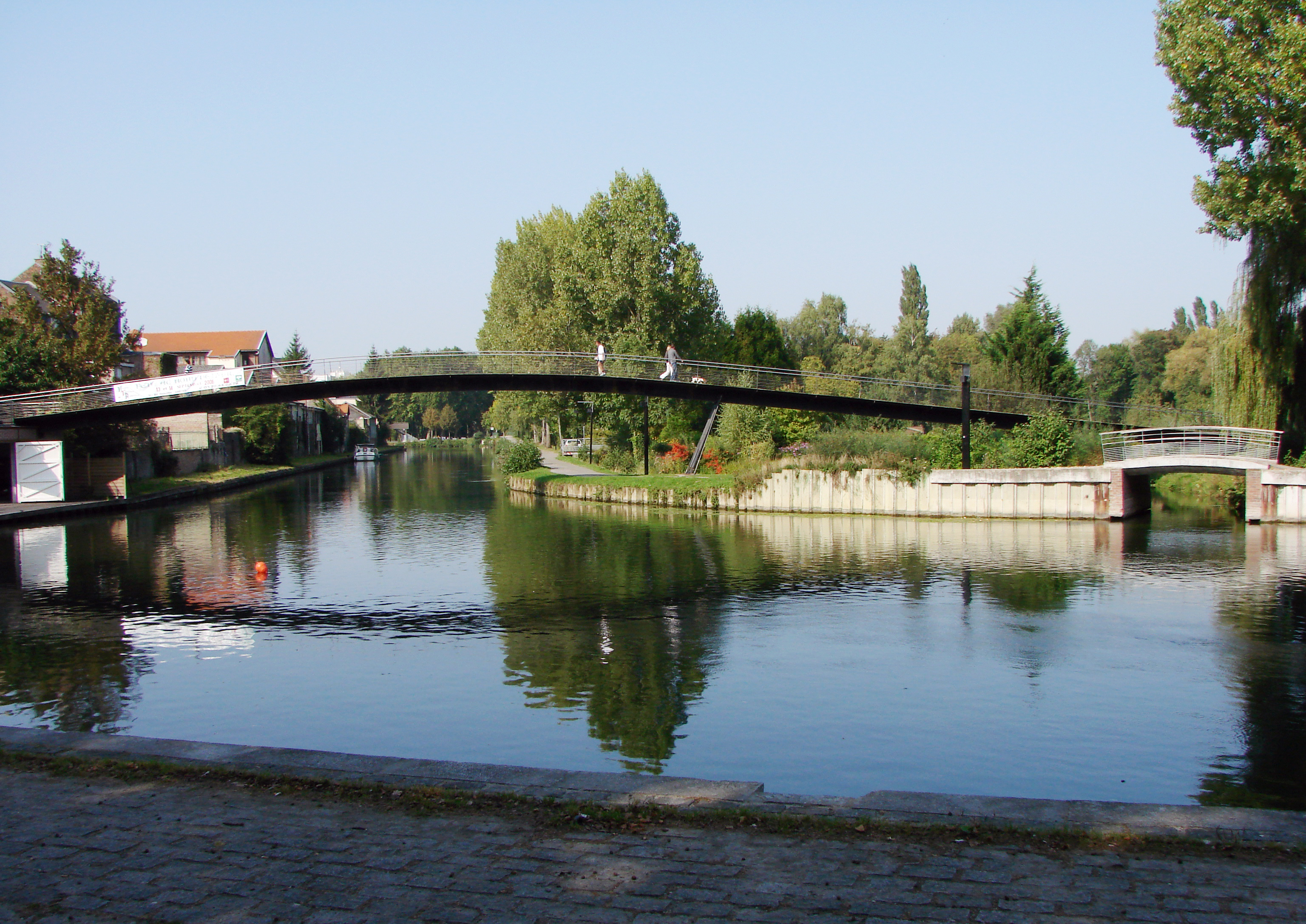
La passerelle Samarobriva à Amiens.
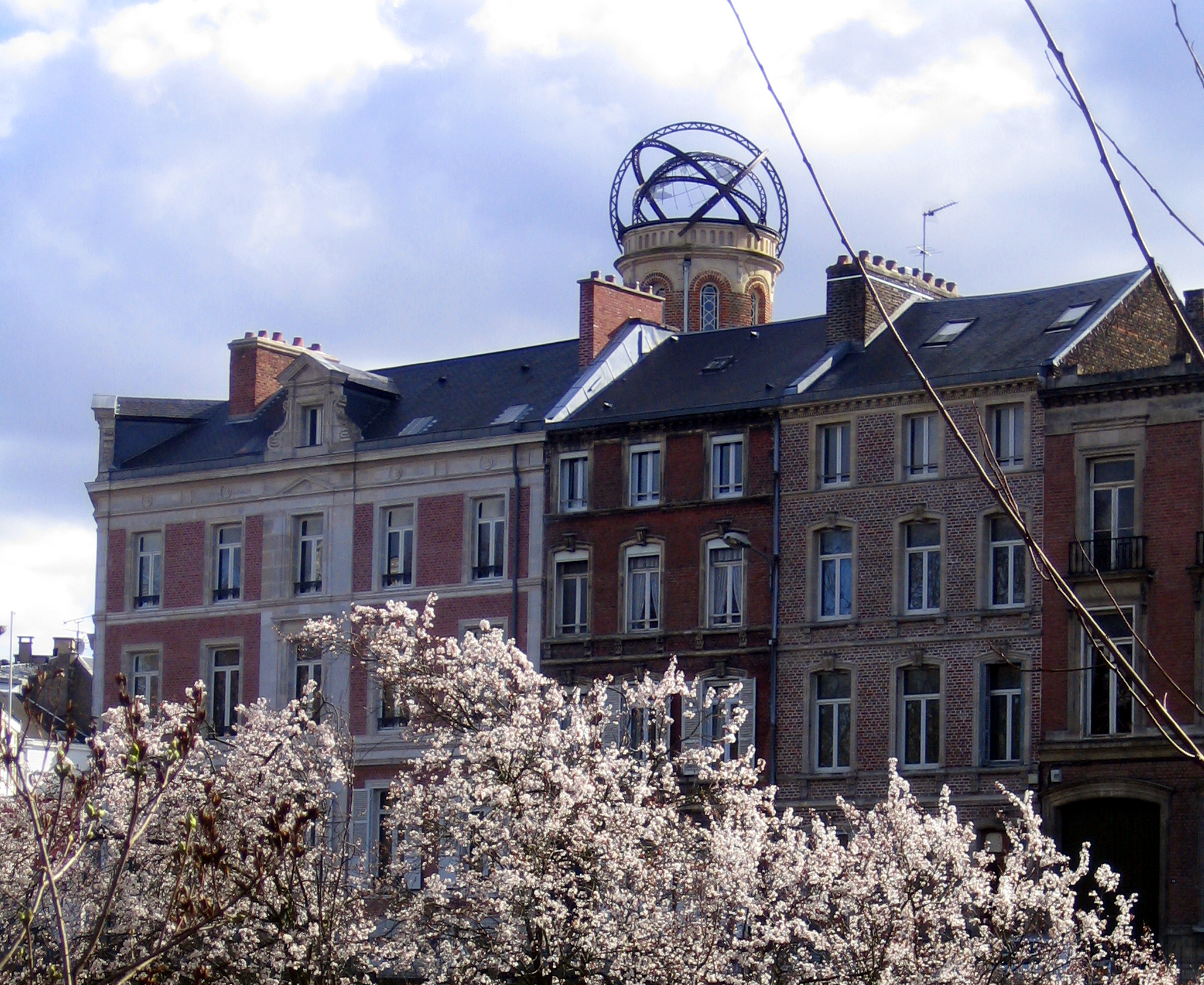
La maison de Jules Verne, vue depuis le mail Albert-1er à Amiens.
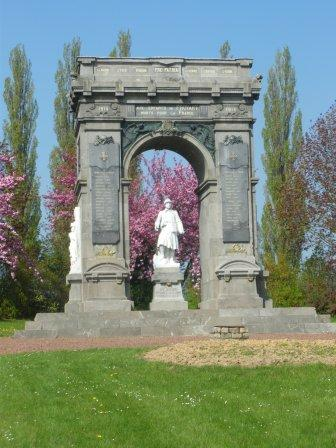
Le monument aux morts de Proyart.
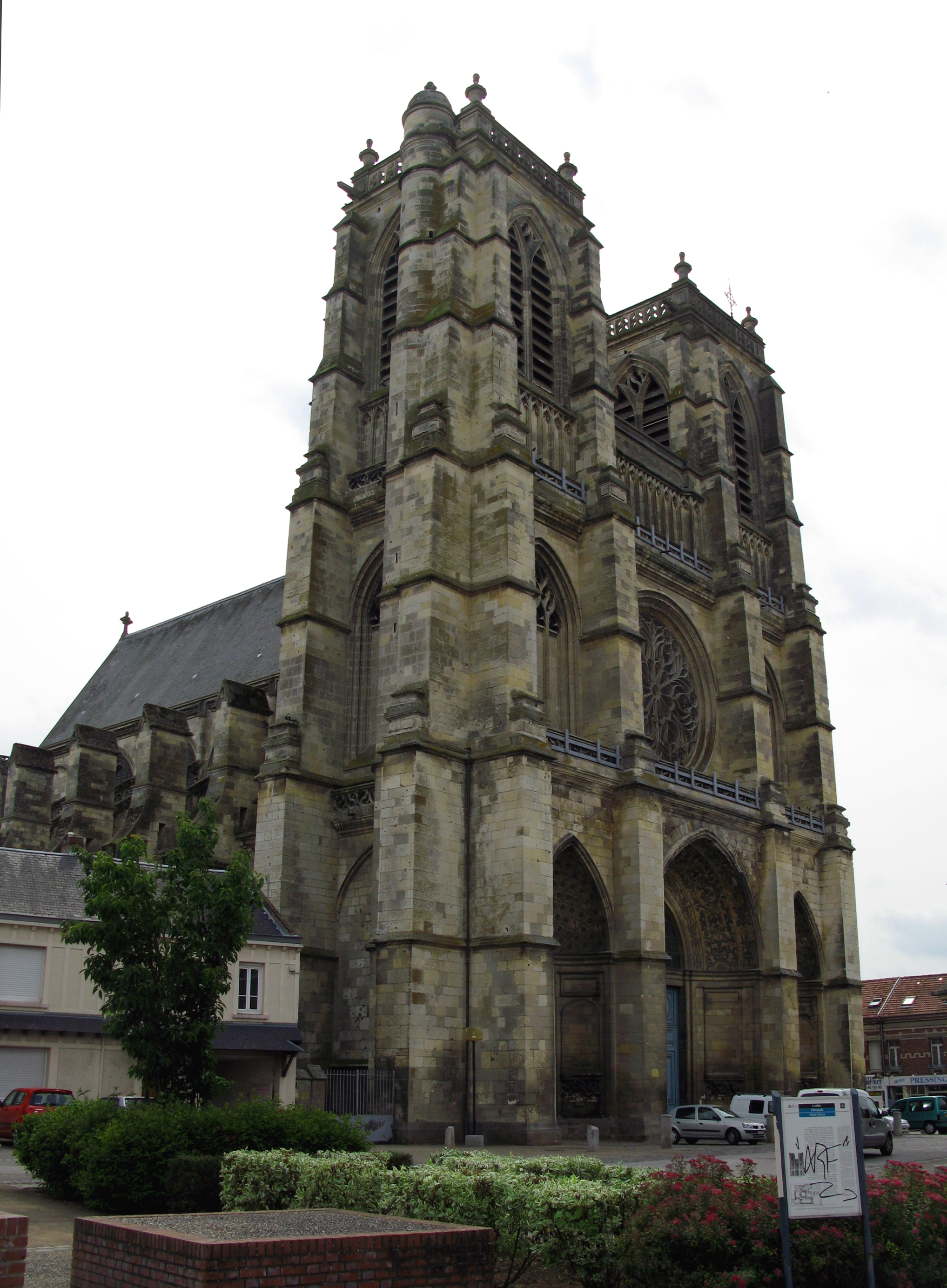
Abbatiale de Corbie.
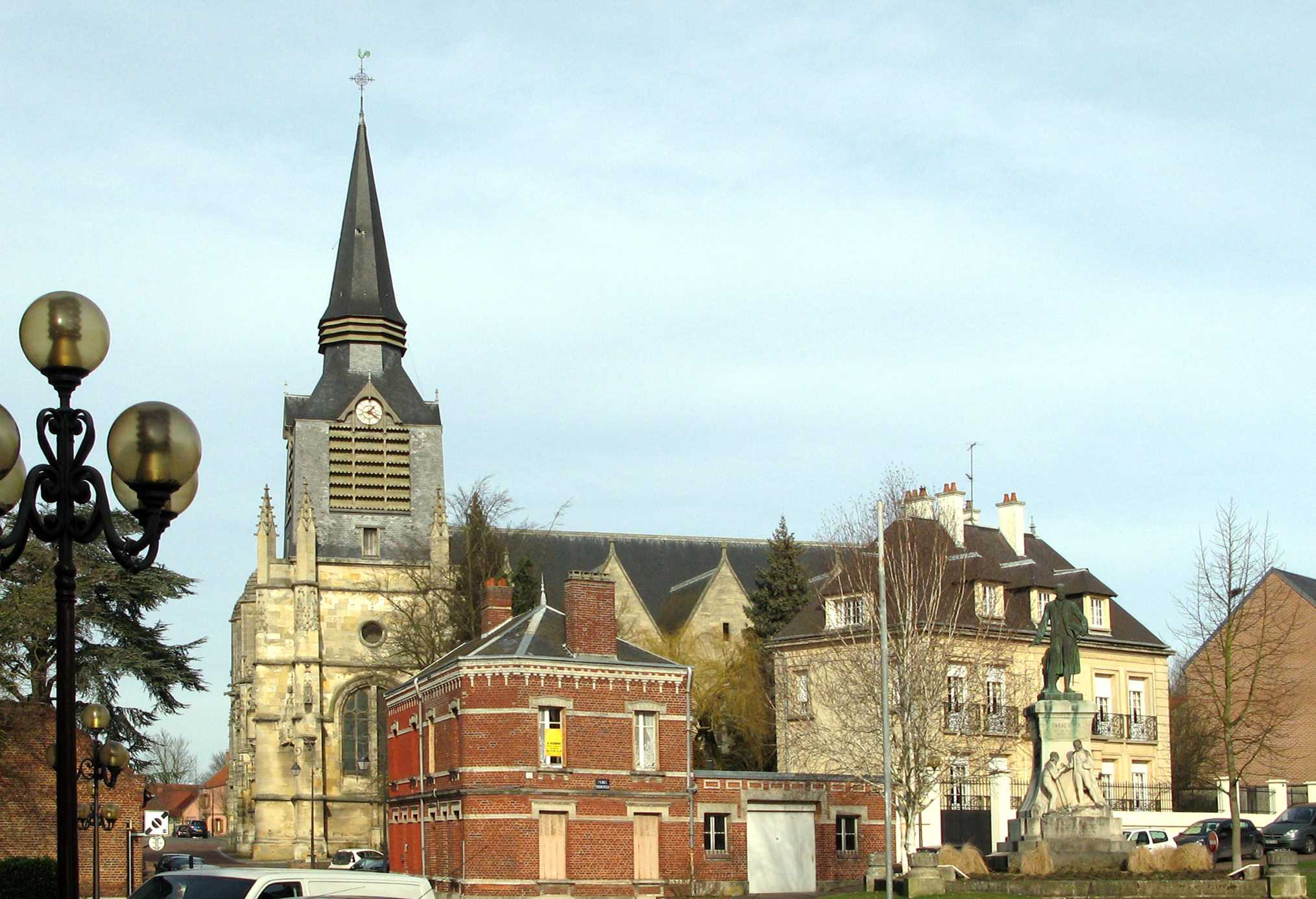
L'église Saint-Pierre et la statue de Parmentier, Montdidier.
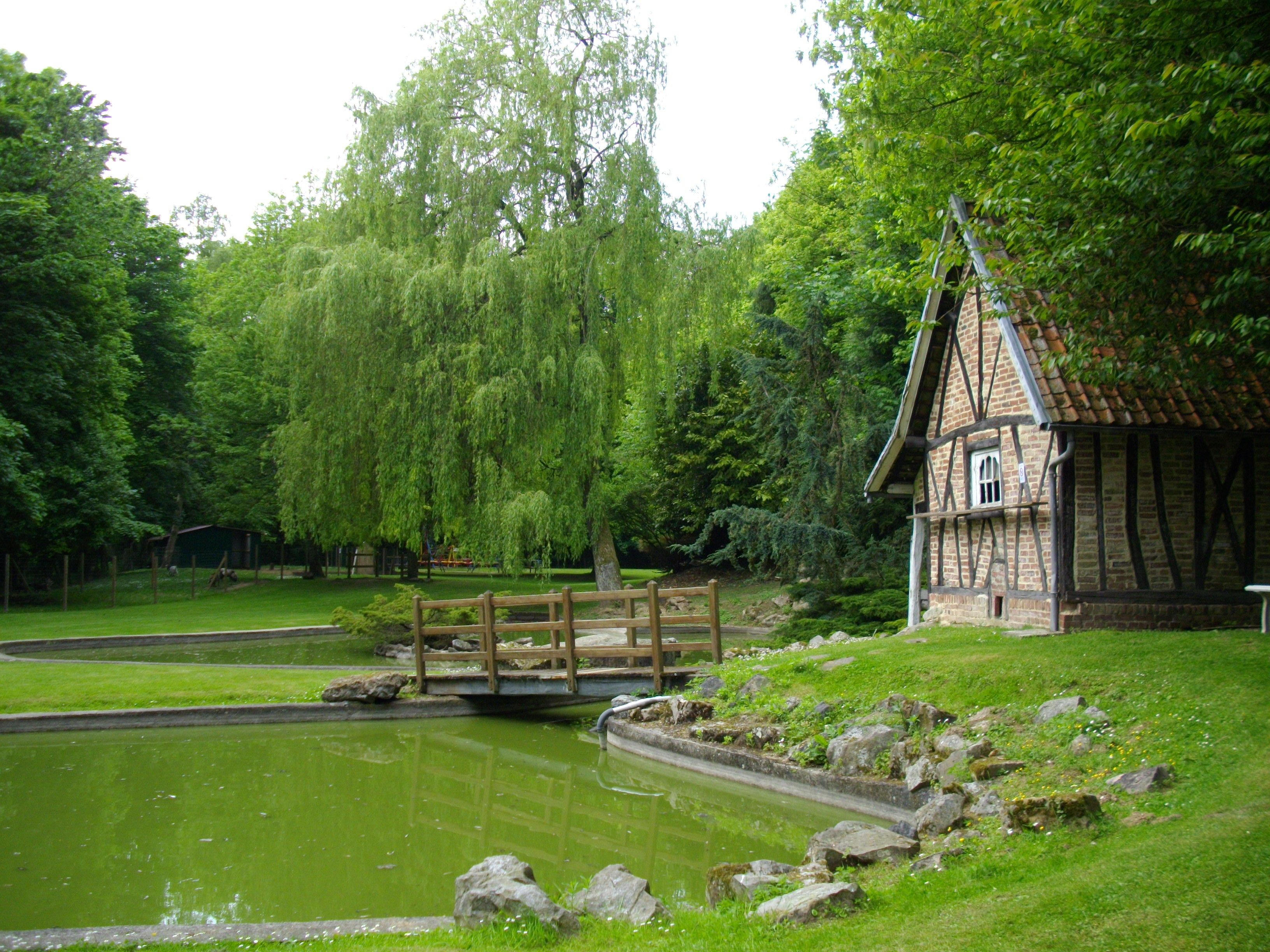
Parc des grottes de Naours.
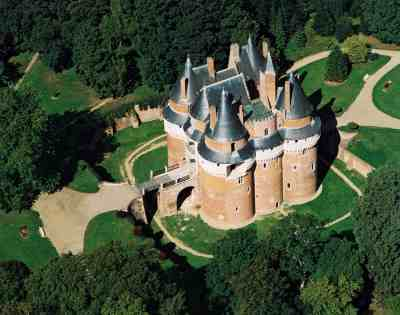
Château de Rambures.
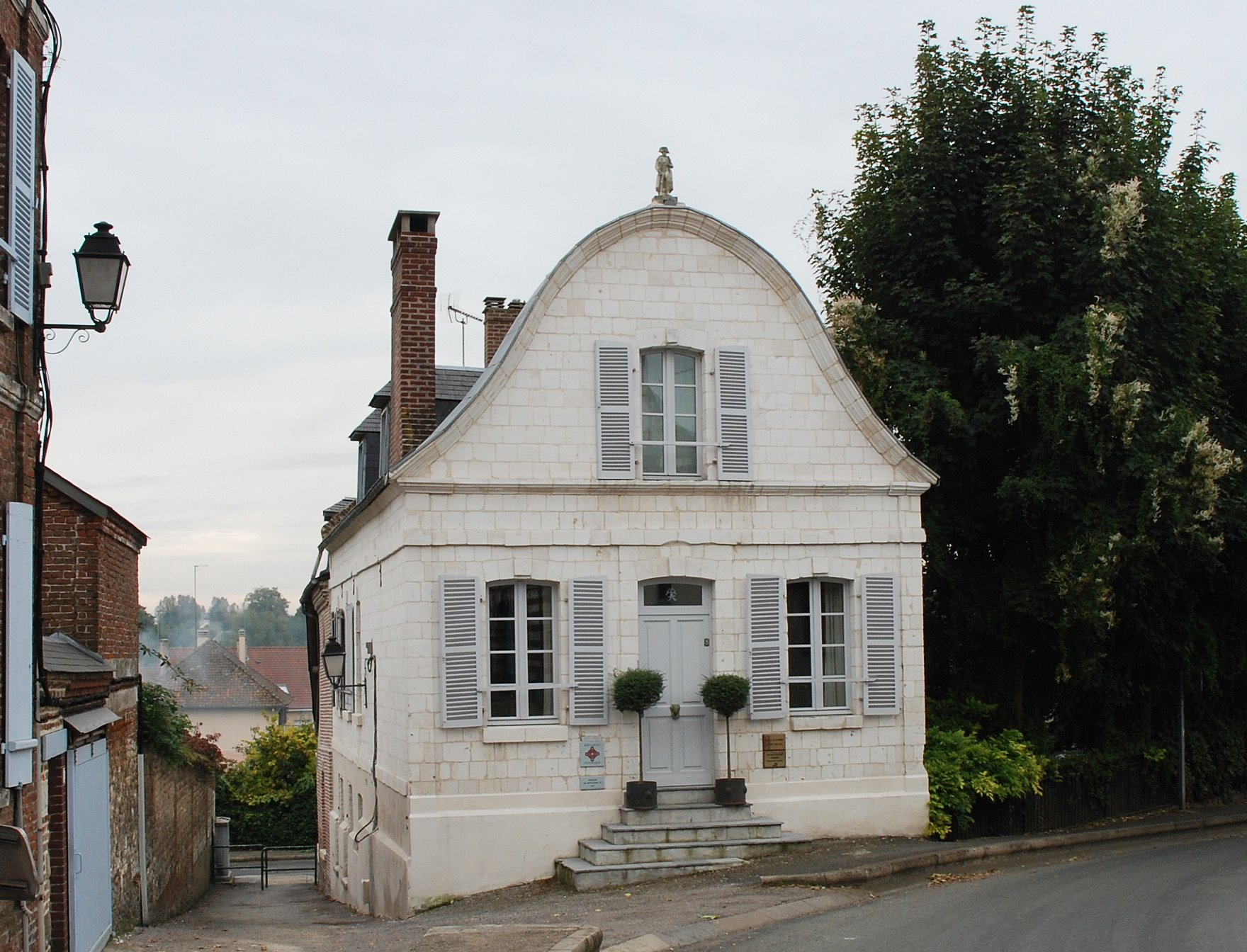
Maison Napoléon, Saint-Riquier.
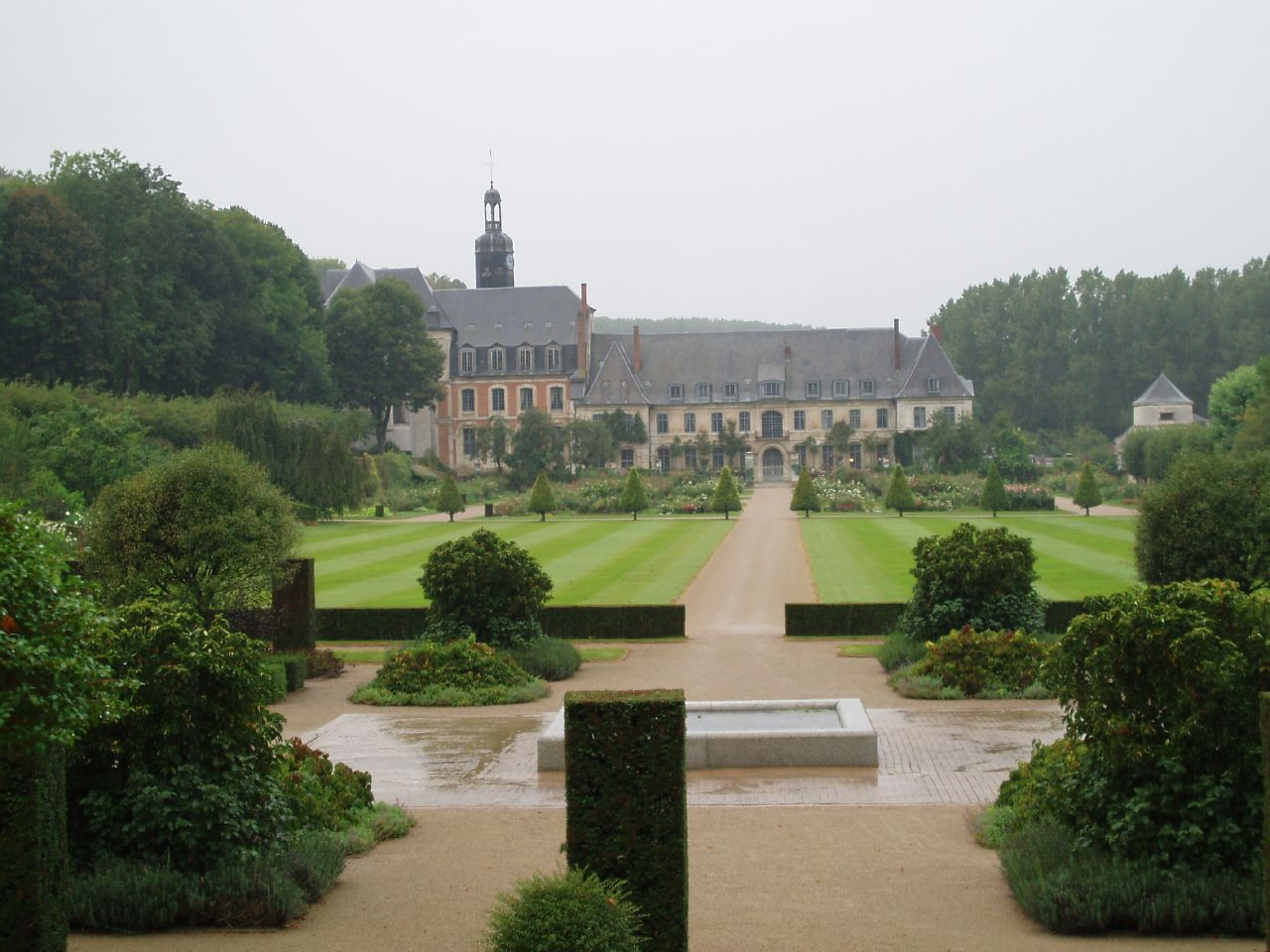
Abbaye et jardins de Valloires, Argoules.
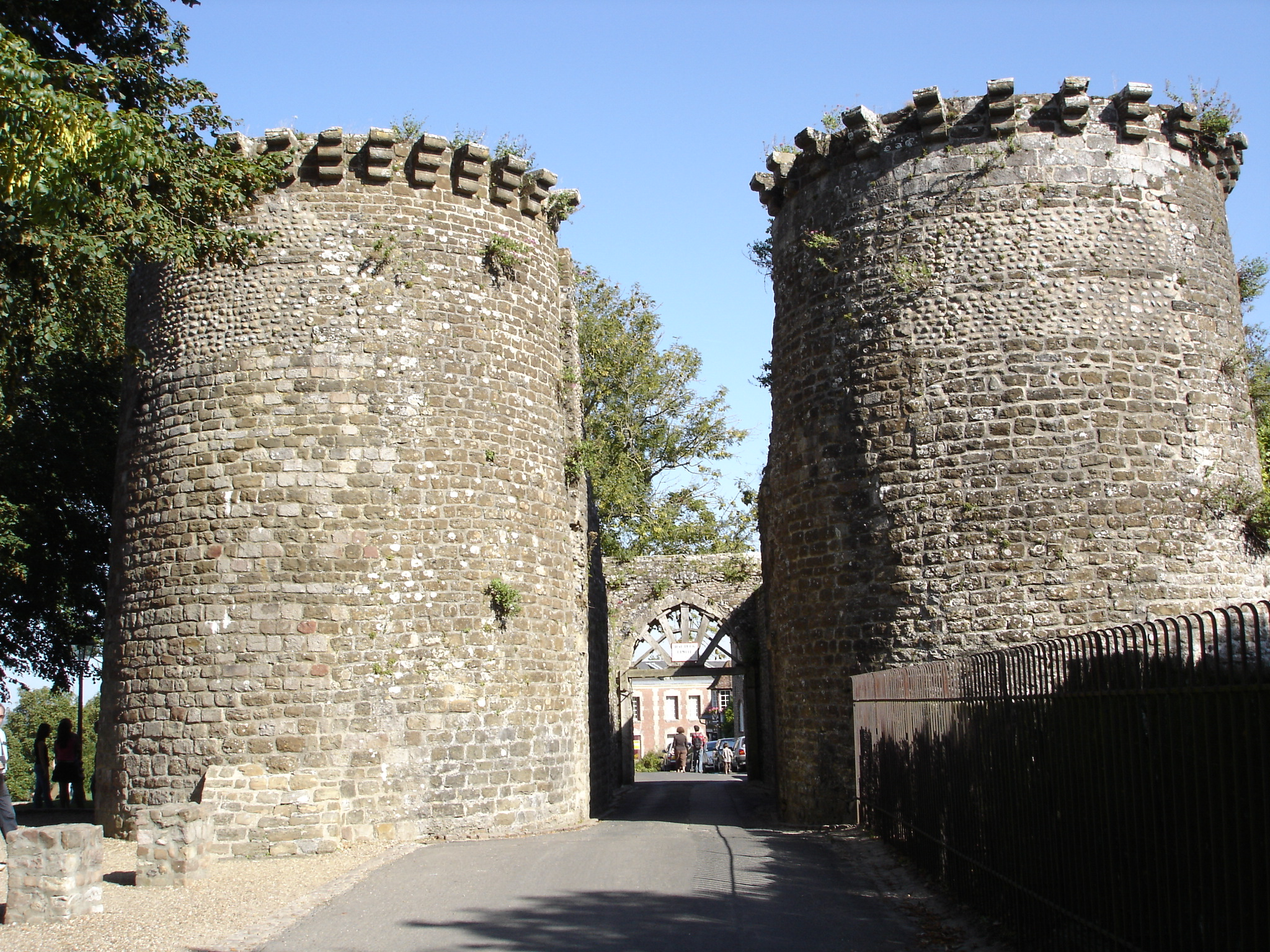
Porte Guillaume (classée en 1907), Saint-Valery-sur-Somme.